# Мурат II
Мурат II (тур. II. Murad; звани Коџа — Велики 1404 — 3. фебруар 1451) је био турски султан од 1421. до 1451. године.
Мурат II је ступио 1421. године са својих 17 година на престо и живио је у миру са својим европским суседима и вазалима. У марту 1430. године Османлије су заузеле Солун. Онда су Турци упали у Србију и Угарску. Београд је 1440. године био опседан, али без успеха.
1443. године повео је Мађар војвода Јанош Хуњади (у српским народним песмама познат као Сибињанин Јанко) крсташку војску против Османлија, која је заустављена код Ниша, а код Јаловца поражена. Остаци војске су морали да предају Софију. 1444. године био је закључен мир са Угарском у самом Сегедину. Тако су границе политичке моћи Османлија остале очуване, а Влашка је обавезана на плаћање данка Угарској. Једна од његових супруга била је српска принцеза Мара Бранковић. Султан Мурат II је одустао од своје владавине у име даље владавине свога сина Мехмеда II и повукао се у Магнесију. Угарска је поновно, још исте године, послала своју крсташку војску до Варне, али је тамо била потпуно потучена. За време 6 последњих година своје владавине, султан Мурат II је предузео више војних похода на Балкан. 1451. године султан Мурат II је умро код Једрена и био је сахрањен у Бурси.
Владавина султана Мурата II је била од велике политичке и културне важности за развој Османског царства. Он је наставио даље са политиком консолидације султана Мехмеда I. Најугледнији везири султана Мурата II су припадали старим породицама и били су му дубоко одани. Он је био мецена исламске културне баштине, посебно када је реч о литератури и песмама.
Султан Мурат II је био човек мира и сви су га сматрали за доброг султана а његови непријатељи су га се плашили.

## Мајка
У изворима нема тачних података да његовој мајци постоје разне гласине. Постоје извори који наводе да је његова мајка била Емине Хатун, ћерка Дулкадирогулар Бега Насредин Мухамед Бега, или Шезаде Хатун, ћерка Амасиал Дивитар Ахмед Паше. Османлијски историчар из XV века Сукрулах и историчар Халил Иналџик наводе да је његова мајка била конкубина.

## Принчевско доба
Мурат је рођен у Амасији 1404. (по неким изворима и 1405. или 1406.) године, као први син младог наследника Мехмеда I Челебије и његове супруге Емине. У Муратовом најранијем добу његов отац се потрудио да Мурат буде добро образован, како књижевном, тако и у политичком смислу. Мурат је већи део свог детињства провео у Амасији, све док га отац 1410. године није позвао у Једрене, где је Мурат побољшавао своје способности у мачевању. Султан Мехмед I га је 1416. године именовао за санџакбега провинције Рум и Данишмендије, чији је центар био у Амасији и који је имао велики стратешки значај јер се налазио на источној граници државе, где је остао све до очеве смрти, одакле је после преузео престо. Мурату је, као и сваком санџакбегу, био додељен ментор (тутор-учитељ), то је био Борклуџе Мустафа, који је вешто радио на томе да се млади принц спреми за престо. Амасија је била и веома значајан анатолски културни центар, и у овом центру научни и верски научници су организовали скупове са песницима и суфијама и подржавали и учествовали у културном животу града. Године 1416. учествовао је у сузбијању устанака који је подигао Борклуџе Мустафа, као вођа покрајинске војске, у Измиру и Сарухану. Године 1418. заузео је Самсун од Чандарогуларија са својим новим лалом, Хамза бегом.
Султан Мурат II да би показао да његова лоза припада племену Каји, наредио је да се на новчиће утисну две стреле и лук који је припадао племену Каји. Печат Каи, који није виђен на новчићима које су ковали наредни султани, наставио је да се ставља на разне предмете и оружје све до султана Сулејмана I.

## Прва владавина

### Долазак на престо
Када је његов отац султан Мехмед I тешко повређен у несрећи у лову у Једрену, на самрти је направио тестамент да што пре преда управу над државом свом сину Мурату. Паше су скривалесмрт султана Мехмеда I све док Мурат није дошао из Амасије у Бурсу, где је одржана церемонија устоличења. Мурат је дошао у Бурсу 25. јуна 1421. године и ступио на престо са 17 година, уз подршку државних великодостојника и јањичара, након одржане церемоније крунисања и полагања заклетви верности. Млечани су пожурили, да од новог султана добију потврду својих поседа у Албанији, односно Зети, верујући да султан Мурат II неће имати према Србима оних обзира, које је имао његов претходник. Али султан Мурат II није имао кад да се бави тим питањем, јер је византијски цар-савладар, Јован VII, искористио смрт султана Мехмеда I и као кандидата за турски престо истакао свог кандидата Мустафу, Муратовог стрица, због његових обећања Византији. У борби за престо Мустафа се хтео, сем на Грке, ослонити и на Србе и упутио је стога једно посланство у Србију. Али српски деспот Стефан Лазаревић није желео да уђе с њима ни у какве преговоре. Без те јаче помоћи Мустафа се није могао одржати и заробљен је у Једрену 1422. године.
Принц Мустафа Челеби, син султана Бајазита I Муњевитог и стриц султана Мурата II, био је заточен од стране Византинаца на Лимносу. Његов отац, султан Мехмед I, склопио је договор са царем Манојлом II да дозволи његовим млађим синовима Мустафи, Јусуфу и Махмуду, који су још били деца, да живе у Цариграду под заштитим византијског цара Манојла II, како би их спречио да их убије њихов старији брат, нови султан Мурат II, због "политике".
Међутим, одмах након смрти султана  Мехмеда I, византијски цар Манојло II, који се није придржавао овог споразума, ослободио је Муратовог стрица принца Мустафу Челебија, који је био заточен на Лемносу, у замену за предају Галипоља Византији. Цар Манојло II прихватио је принца Мустафу Челебија као легитимног султана и омогућио му да пређе са Лимноса у Румелију са византијском поморском флотом. Принц Мустафа Челеби је такође добио подршку румелијских бегова, посебно уз помоћ Измироглу Кунеид бега. Бејазит-паша од Амасије, велики везир султана Мурата II, кренуо је против војске у Једрену и војску коју је недавно окупио принц Мустафа Челеби. Као резултат битке код Сазлидереа, велики део војске великог везира је променио страну и велики везир султана Мурата II је морао да се преда. На инсистирање Измироглуа Кунејд-бега, принц Мустафа Челеби је погубио Амасјал Бејазит пашу, кога је заробио. Принц Мустафа Челебија дочекан је клицањем од стране људи из Једрена, друге престонице. Принц Мустафа Челеби победник код Једрена, прогласио се за султана, прочитао је проповед и ковао сопствени новац.
Мустафа Челеби, који се понашао као султан, направио је неке велике грешке у својој политици. Није препустио Галипоље Византији, и тиме је изгубио свог најзначајнијег савезника. Затим, са војском од 12.000 спахија и 5.000 пешака, прешао је из Галипоља у Анадолију са бродовима из Ђеновљанске Галате и кренуо да опседа Бурсу. Међутим, румелијска војска, која није желела да започне рат у Анадолији, није била баш вољна за ову експедицију. С друге стране, негативна пропаганда султана Мурата II да Мустафа Челеби није био син султана Бејазита I, већ преварант, довео је до распада војске принца Мустафе Челебије. Конкретно, Измирлиоглу Кунеид Бег, коме је султан Мурат II понудио управу над Смирном и провинцијом Ајдин, прихватио је ову понуду и напустио војску принца Мустафе Челебија са својим присталицама. Док се принц Мустафа Челеби повлачио са остацима своје војске, претрпео је велике губитке у сукобу са одредом Хаџи Иваза-паше на мосту у близини Улубата.
Принц Мустафа Челеби, је успео да побегне на Галипоље, где је покушао да блокира Босфор и натера Византијце да га подрже. Међутим, султан Мурат II, је успео да пређе у Румелију са бродовима и војницима које је изнајмио од Адорна, Ђеновљанина Фоча Подеста. Принц Мустафа Челеби се није могао одржати на Галипољу и побегао је у Једрене. Султан Мурат II је марширао на Једрене са 2 хиљаде оклопних војника Фоча Подеста и помоћном војском. Становници Једрна су му изашли у сусрет и заклели му се на верност. Принц Мустафа Челеби је побегао из Једрена са државном благајном. Међутим, он је заробљен у Кзлагач Јеничеси у долини Тунка и послат у Једрене. Побуна принца Мустафе Челебије окончана је 1422. године када је принц Мустафа обешен на бастиону једренског замка. Међутим, историчари и даље расправљају о питању да ли је принц Мустафа Челеби преварант или је заиста син султана Бајазита I. Новчићи које је ковао принц Мустафеа Челебија имају датум 1422. године и натпис „Мустафа син Бејазит Хана“.
Након овог инцидента, Византинци који су подржавали принца Мустафу Челебију заиграли су нову игру, наводећи да је ту подршку спровела дворска клика која је у то време јачала и да је цар Манојло II је заправо био присталица султана Мурата II. Међутим, султан Мурат II, саветован од стране новог великог везира Чандарлıи Ибрахим-паше, везира Хаџи Иваз-паше и Лала Јоргуч-паше, оштро је реаговао на Византију и опседао је Цариград од 2. јуна 1422. године до почетка септембра. Ова опсада нанела је Византији велике војне и грађевинске штете. Да би се ослободили ове опсаде, Византинци су у августу, док је опсада још трајала, упутили Муратовог брата, принца Кучук Мустафу на османску територију да започне нову побуну.
Принц Кучук Мустафа, који је кренуо из провинције Хамид заједно са господарима Карамана и Гермијана, дошао је у Бурсу и опсео овај град.  Ахис гувернер Бурсе је послао делегацију Шарфадару Иљасу, лали принца Кучука Мустафе, и обавестио га да град има посаду и залихе за одбрану и да ће Ахис истрајати у одбрани града. Потом је принц Кучук Мустафа кренуо према Никеји и заузео овај град након 40-дневне опсаде. Принц Кучук Мустафа се овде настанио у „Ибрахим-пашиној палати“ и прогласио свој султанат.
Потом је султан Мурат II 6. септембра прекида опсаду Цариграда и прелази на анадолску страну. Михалоглу је послао Мехмет бега у Изник са коњицом. Принчев лала, Шарфадар Илиас, придобијен је уз обећања да ће бити беглербег. Када је Михалоглу упао у Изник у фебруару 1423. године, принц Кучук Мустафа је био у купатилу; Михалоглу је повређен док су га присталице браниле и покушавале да киднапују принца Кучук Мустафу. Међутим, лала Сарафадар Иљас је ставио малог принца на сопственог коња и одвео га и предао га је султану Мурату II. Принц Кучук Мустафа је задављен; његово тело је обешено на смокви испред Изника, а затим однето у Бурсу и сахрањено у Зеленој гробници.
Године 1423. султан Мурат II, кренуо је против Исфендијар бега, господара Чандарогуларија, који је тајно подржавао побуну принца Кучук Мустафе, и припојио је већину његових зпоседа, а посебно град Тараклибору (Сафранболу) Османском царству. Смрт Караманоглу Мехмет Бега током опсаде Антиохије изазвала је сукоб између његових наследника. Султан Мурат II помогао је Мехмет-бегу II (1423-1426) да постане владар, и као резултат тога, споразумом, област Језера, коју су заузели Караманиди, поново је припојена Османлијама.
Напади влашког војводе на османске земље су одбијени, а да би зауставио застрашујуће нападе акинџија, влашки војвода је поново прихватио вазални положај.
Турци су, пролећа 1423. године, провалили у Мореју и целу је опустошили, а уништили су и бедем Хексамилеон, који је византијски цар Манојло II Палеолог обновио уз велики труд. Цар Јован VIII је тражио помоћ на све стране нудио је чак и унију папи. Одазваше му се, ипак, само Млечани, који су 14. септембра 1423. године, примили Солун, који им се сам понудио. Ова одбрана престонице била је уједно и последња. Султан Мурат II је натерао цара Јована VIII да под скупу цену харачке обавезе моли и, 1424. године, добије мир.

## Рат са Византијом
Султан Мурат II потом започиње напад против Византије.
Он опседа Солун, пошто је био не задовољан што је њиме, од лета 1423. године, владао млађи брат византијског цара Јована VIII, деспот Андроник, под врховном влашћу Млетачке републике. У граду је због опсаде избила глад, па је деспот Андроник морао плаћати 100.000 аспри годишње. Деспот Андроник је покушао преговорима да спаси град, али данак је подигнут на 150.000, а касније на 300.000 аспри. Ово преговарање и цењкање је било узалудно, јер се 29. марта 1430. године султан Мурат II појавио пред градом са помоћним одредима српског деспотовића Гргура и после краће борбе, освојио је град. С падом Солуна у турске руке је пао силан плен. Нарочито је било много робља, које се продавало по врло ниским ценама. Тако је, на пример, продато 14 калуђера за 100 златних флорина. С одобрењем Турака деспот Ђурађ је откупио много робље, које је добрим делом долазило у Србију и налазило заштите код деспотице Ирине и њеног брата Томе Кантакузина. У српским редовима није било радо гледано то окупљање Грка на српском двору и јачање њиховог утицаја. Али, Србија је постала природан збег интелектуалних радника из пропалих хришћанских држава, и њен двор, као и двор влашких господара, био је врло дарежљив према бегунцима из Бугарске, Грчке и Албаније.
После узимања Солуна почело је турско освајање Епира и Албаније. Једна султанова војска, коју је водио Иса-бег, а у којој се налазио и српски деспотовић Гргур Бранковић, напала је Албанију. Турци су четири града порушили, а у два су увели своје посаде; Ивана Кастариота, господара Албаније, оставили су као свог вазала. Вероватно по жељи српског деспотовића Гргура упали су Турци и на млетачко подручје, ударајући, нарочито, за казну, на област Гојчина Црнојевића и Тануша Дукађина и пленећи све до Скадра. У Дању је остављен Турчин као заповедник града. Један дубровачки извештај од 3. јуна 1430. године казује, да се Гргур после тога вратио у Србију награђен "довољно" од султана Мурата II.
Мореја је већ била опљачкана (1423. године); сам султан Мурат II упада у Босну и Албанију, а влашком војводи наметнут је данак. Византијско царство, на издисају, обухватало је осим Цариграда и оближњег предела до Деркона и Силимврије (Силиври) само још неколико области расутих по приморју, Анхијал, Месимврију, Атос и Пелопонез који, скоро потпуно ослобођен од Латина, постаде тада нека врста средишта грчке народности, али и то је све касније изгубљено.
Цариград, неосвојива тврђава, једини остаде и изгледало је да он сам за себе сачињава цело царство.

### Рат са Венецијом и освајање Солуна
Током опсаде Цариграда, Млечани су започели преговоре са Византијом о преузимању Солуна и Пелопонеза под своју контролу. Године 1423, док је османска војска опседала Солун, склопили су споразум са Византинцима да Солун предају Млетачкој републици, и Венеција је заузела Солун. Године 1424. Млечани су блокирали Дарданеле.
Након тога, са забринутошћу да би Цариград могао бити препуштен Млечанима, султан Мурат II је преко Ђеновљана склопио споразум са Византијом 1424. године. По овом уговору, византијски цар Јован VIII се сагласио да сваке године плаћа 30 хиљада дуката злата као порез и да Османлијама врати земље на обали Егеја и Црног мора, које су Византинци повратили после битке код Анкаре.
Исте године,акинџије под вођством Евреносоглу Исак Бега покренули су низ напада на Албанију и локалне албанске бегове. Албански бегови по имену кнез Јован I Кастриот и Атарити могли су само да прихвате врховни суверенитет султана Мурата II и спрече нове нападе. Кнез Јован I Кастриот је морао да пошаље своја четири сина на османски двор у Једрену као таоце, тамо су они добили образовање. Кнез Скендербег Кастриот, најмлађи од деце, касније је задао велике невоље Османском царству.
Године 1424. на великој церемонији венчања у палати у Једрену, султан Мурат II се оженио са Такунисом Хатиџе Халиме Хатун, унуком Исвфендијар - бега, бега од Чандарогулара. На истој церемонији, сестре султана Мурата II су се такође удале. Султанија Хатун за Исфендијароглу Касим - бега; Ајше Хатун удала се за Караџа - бега, једног од османских војних заповедника, а Хафса Хатун се удала за Махмуд - бега, сина Чандарли Халил - паше.

### Нови рат у Анадолији и Румелији
Султан Мурат II је 1425. године, започео поход са циљем да успостави јединство у Анадолији. Први на удару је био Измироглу Кунеид - бегкоји је добио емират Ајдиноглу током побуне принца Мустафе Челебије. Кунејд - бег је подржао неколико принчевских побуна. Прво је пружио помоћ и подршку принцу Исмаилу у његовој побуни, а 1425. године, пружио је подршку побуни Лажног принца Мустафе, чији је идентитет непознат, он се побунио у Солуну уз подршку Венеције. Султан Мурат II је вратио лучке колоније у Црном мору Ђеновљанима и склопио споразум са њима, спречавајући Кунеит - бега да пружи подршку са мора, користећи ђеновљанску флоту доведену са Хиоса. Затим, 1426. године, након дуге борбе са копненом војском са циљем истребљења Измирогулара, Кунејд - бег, његова породица и други чланови његове династије су заробљени и сви погубљени.
Године 1426. султан Мурат II је послао војску из неколико области у Румелији и започео војну кампању у Румелији и на Балкану. Један од циљева овог похода била је побуна новог "лажног" принца Мустафе, који јеподржан од стране Венеције, у иоко Солуна. Други циљ су била превирања на Балкану подржана од стране Мађара. Султан Мурат II је лично отишао из Софије у Видин на челу војске. Османски пљачкашки одреди су напали и опљачкали Босну и напредовали су до Хрватске.
У том периоду емирати Ментеше и Теке су припојени Османском царству. Међутим, суверенитет емирата Караман и Чандарли на истоку није нарушен. Један од разлога за то је био тај што је ова политика претила да ће кан Шахрук, наследник кана Тимура, тражити права над свим земљама које су некада биле под влашћу Селџука и Илканида и да ће кренути у инвазију.
У период од 1428. - 1429. године, појавила се епидемија куге у Османском царству. Током ове епидемије куге, страдали су: Емир Султан, познати мислилац у  свету ислама и суфизма у Бурси; државник, војник, архитекта Хаџи Иваз - паша; велики везир Чандарли Ибрахим - паша и султанова млађа браћа принц Махмуд Челеби и принц Јусуф Челеби, који су били осплепљени по наређењу султана Мурата II.
Године 1429. након Јакуб-бегове смрти, кнежевина Гермијаногулари је тестаментом емира Гермијаноглу II, који није имао синова  припојена османским земљама.
Након што је султан Мурат II успоставио мир у Анадолији и повлачења епидемије куге, он сву своју пажњу усмерава на Млечане. До тог времена, Млетачка република је држала Солун и успоставила је блокаду Дарданела. Османлије су заузеле Солун 29. мрата 1430. године, а затим и Јањину. Након тог потписан је Османско - млетачки мировни уговор.
Попис земљишта почео је у Румелији 1430. године. Након ових пописа, на овим земљиштима је спроведен тимарски систем. Након што су Османлије освојиле Солун, Евреносоглу Исак бег, гувернер Скопља, напао је земље које је држао локални побуњенички албански господар Јован Кастриот, заузео његова утврђења и уништио све осим два. Албанци, који су увек били локални бунтовници, покренули су албанску побуну, која се наставила у периоду 1432-1434, против примене тимарског система. Ђерђ Аријанит, албански господар у Једрену, побегао је из града и стао на чело ове побуне. Побуна је почела у зиму 1432-1433, султан Мурат II је провео зиму у Серу и против албанских побуњеника је послата војска акинџија под командом Евреносоглу Али Бега. Током ове зиме, Албанци су поставили заседу овој војсци акинџија у Шкумбину, уској долини, и акинџије су претрпели велике губитке. Албанци су се 1433. године, поново успешно одупрли нападу Евреносоглу Али-бега. Албанци су 1434. године постигли известан успех против османских акинџија герилским ратовањем и постављањем заседа. Међутим, 1435. и 1436. године Евреносоглу Али бег и други харач Турахан бег успели су да угуше албанску побуну.

## Почетни успеси на Балкану
Турска је довела и у Влашку на власт свог приврженика војводу Радуа званог Празноглави и угрозила Угарску осетно са источне стране. И у Босни је као турски кандидат победио Твртко II, који се 1421. године, крунисао за краља. Кад су Босанци 1423. године, дошли у нешто срдачније везе с Млетачком републиком и склопили с њом савез против хрватско-далматинског кнеза Ивана Нелипића, то се није свидело Турцима и они су то одмах показали. У априлу 1424. године, упала је једна Муратова војска у Босну и опустошила неке пределе у њој. Није се задржавала дуго; то је било само као нека врста демонстрације. Једино је за цело ово време остала поштеђена Србија. Султан Мурат II против ње није предузимао ништа, јер му деспот Стефан ниједним својим поступком није дао повода за то.
Овај упад Турака није послужио као опомене краљу Твртку II Котроманићу. Под утицајем преговора који су се водили у ово време, да би се остварила једна хришћанска лига, и он је покушао да се приближи угарском краљу Сигисмунду и помишљао да и сам ступи у тај савез. Краљ Сигисмунд је изгледао веома ратоборан и говорио је о озбиљним припремама за борбу с Турцима. Преко грофа Хермана Цељског, чија је мајка грофица Катарина била из династије Котроманића, ушао је краљ Стефан Твртко II Котроманић у преговоре с угарским двором и већ у јесен 1425. године, одржан је састанак између краља Сигисмунда Луксембуршког и краља Стефана Твртка II. Краљ Твртко II се тад поново определио за Мађаре и изгледа да је већ тада пристао, да грофа Хермана прогласи за свог наследника. ТГроф Херман Цељски је био шурак краља Сигисмунда и врло моћан племић, који је имао огромне поседе у Словенији и Хрватској, и који се, захваљујући Сигисмундовој подршци спремао да постане прави династ. На босански престо полагао је право као прави, законити потомак једне босанске принцезе. Мађари су се заиста спремали за борбу и уговарали са Млечанима да напад изврше заједнички. Краљ Сигисмунд Луксембуршки сишао је са својом војском у августу 1425. године, до саме Оршаве и састао се, изгледа, с деспотом Стефаном Лазаревићем. Али се цела акција морала одложити ради хуситских успеха на северу у Бохемији. Редуцирана угарска војска на југу оперисала је само у Влашкој.
Дознавши за ове преговоре и састанак, султан Мурат II је тражио од деспота Стефана објашњења преко нарочитог посланика. Деспот Стефан Лазаревић није био у Србији кад је тај посланик долазио, а кад је стигао није га хтео примити. Увређен, посланик је обавестио султана Мурата II најнеповољније о деспоту Стефану и његовим везама. Тад је султан Мурат II лично крену у Софију. Видећи то, и обавештен да од Сигисмундовог великог похода неће бити ништа, деспот Стефан Лазаревић је упутио своје посланике у Софију да умире султана Мурата II. Султан Мурат II је, ипак, ушао у октобру 1425. године, са војском у Србију. Опленио је крушевачку област, па се брзо повукао, пошто му је деспот Стефан упутио ново посланство. Деспот Стефан Лазаревић се спремио за борбу, а и Мађари су му упутили, под Пипом Спаном, одред војске у помоћ. Султан Мурат II је сматрао да је паметније да се задовољи обновом вазалних обавеза деспота Стефана, него да се упушта у борбу. Тај турски напад искористио је краљ Твртко II Котроманић да и он нападне деспотове поседе и поврати Сребреницу. Деспот Стефан се брзо окрену на њих и пређе Дрину, за коју су Босанци сматрали да је у то доба непроходна. Кад је угледао деспотову војску краљ Стефан Твртко II се брзо повукао, остављајући своје опсадне справе и три топа. Гонећи Босанце деспот Стефан Лазаревић им је опљачкао један део земље. Он је могао овако ненадно да спасе Сребреницу само за то, што су се и Турци брзо повукли. Краљ Стефан Твртко II Котроманић се био затворио у један тврди град, вероватно Бобовац, и отуд је послао деспоту Стефану дипломате, да преговарају о миру. Услови нам нису познати, али се зна да је мир ипак склопљен и да се деспот Стефан вратио у Србију. Војвода Сандаљ се, наравно, није слагао са овим поступцима краља Твртка II. Нарочито је одбио да прихвати за наследника грофа Хермана Цељског. Он се, истина, није изјашњавао против краљ Сигисмунда и Мађара, али је одржавао везе са Турцима.
С друге стране, док је султан Мурат II био заузет походом у Румелији, поново је заузео старе земље Хамидогулари у региону Караманогуларских језера у Анадолији и султан Мурат II је морао да стоји по страни и посматра губитак територије.
С јесени 1426. године, беше прешао Сигисмундов војсковођа Пипо Спано Дунав и почео борбе око Силистрије. С почетка је имао успеха, али кад су Турци добили појачања он је потиснут и потучен. Још те зиме умро је, огорчен због пораза, у Липови на Моришу. У пролеће 1427. године, Сигисмундова војска деловала је у Влашкој и спремала се да пређе и у Бугарску. Обавештен о томе султан Мурат II стиже хитно у Видин и његове чете заузеше Нову Оршаву и Северин. Деспот Стефан је упутио султану Мурату II дарове, у знак поздрава и пријатељства. То је био његов последњи важнији политички акт. У лето те године он је 19. јула нагло умро, погођен од капи, у лову, на Главици, недалеко од Крагујевца.

## Први сукоби са Србима
На вести о смрти деспота Стефана Лазаревића пожури је краљ Сигисмунд Луксембуршки, да изврши обавезе уговора у Тати. Од 17. септембра до 19. новембра боравио је у Београду, који му је био свечано предат. Отада се, у историјским споменицима, за Београд среће и ново угарско име Nandor Alba и Nandor Fejervar. Ђурађ је у исто време вратио и северну Мачву, али је, свакако по краљевом одобрењу, задржао њен јужни и западни део са Ваљевом, Крупњем и Зајачом. Међутим, заповедник града Голупца, војвода Јеремија, није хтео извршити заповест и предати град Мађарима без 12.000 дуката одштете. Кад тражену суму није добио он је Голубац предао Турцима.
Као што је било и очекивано, султан Мурат II ову промену власти у Србији није примио мирно. Угарски утицај осетио се више него што је он могао дозволити. Због тога упути одмах у Србију војску, која освоји Ниш и Крушевац и започе опсаду Новог Брда. Да обезбеди свој престиж у Србији, која је страдала због веза с њим, краљ Сигисмунд посла Ђурђу у помоћ и своју војску. Удружени Срби и Мађари сузбише код манастира Раванице један велики одред турске војске. Краљ Жигмунд је за тај успех 19. новембра 1427. године, нарочито похвалио угарског војводу Николу Бочку. Други турски одред нападао је из Голупца суседна српска и угарска места, а нарочито браничевски крај. Узалуд је сам Ђурађ лично дошао под Голубац и обећавао Јеремији опроштај и покушавао на све начине да га придобије да врати град; војвода Јеремија не само да није попуштао, него је чак и напао Ђурђа, кад је овај покушао да са пратњом уђе кроз градске капије. У пролеће 1428. године, дошла је нова угарска војска под Голубац и опсела га и с копна и са Дунава. Колику је важност приписивао том граду сам краљ Сигисмунд види се најбоље по том, што је лично дошао под његове бедеме. Али и султан Мурат II је много полагао да лично охрабри и подржи своје на стеченим положајима. Крајем маја, после краља Сигисмунда, дошао је и султан Мурат II у браничевску област. Краљ Жигмун Луксембуршки није смео да се упусти у борбу с надмоћним Турцима, краљ Сигисмунд је пожурио да с њима склопи мир. Када су Мађари, првих дана јуна, почели повлачење напао је турски заповедник Синан-бег вероломно њихову позадину, у којој се налазио краља Сигисмунд Луксембуршки. С непоштедним самопожртвовањем успео је Марко де Сентласло да се спасу без теже катастрофе. Приликом ових борби много је страдала цела јужна и источна Србија. настрадао је и манастир Даљша у близини Голупца, који се био врло лепо развио. У једном опширном запису неког ученог калуђера-страдалника из тог места спомиње се први пут краљ Сигисмунд као "наш цар" за разлику од турског, који је био "цар језически".
Овај неуспех Сигисмундов показао је јасно брзину и неорганизованост његовог похода, за који је он нарочито кривио Млечане, који му нису ставили на расположење потребна финансијска средства. У Србији тај неуспех је, природно, опомињао људе, да се због њега не излажу против Турака, него да покушају наћи с њима неки споразум. Деспот Ђурађ сам ушао је с њима у преговоре и пристао је да призна, поред угарске, и врховну власт турску, да им плаћа 50.000 дуката данка и да им шаље по 1.000-2.000 опремљених коњаника као помоћне чете у борбама са једним од својих синова. Брокијер је чуо како је султан Мурат II говорио, да је из Србије "добијао више коњаника него што би добијао кад би била у његовој руци". Деспот Ђурађ се надао, да ће двоструким вазалством поштедети Србију даље кризе, а сам је намеравао, да води искрено исправну политику и према једној и према другој страни.
Деспот Ђурађ је, после угарског неуспеха, употребио сву вештину да се приближи Турцима и стече њихово поверење. И имао је у том успеха. Из дубровачких архивских књига дознајемо у више прилика, да су се извесни послови на Порти могли свршити успешно само деспотовим посредовањем. Кад су Турци преотимали, у пролеће 1430. године, од Млечана Солун, у њиховој војсци налазио се, према обавези, и српски одред под вођством деспотовог најстаријег сина Гргура. После пада Солуна (29. марта) у турске руке је пао силан плен. Нарочито је било много робља, које се продавало по врло ниским ценама. Тако је, на пример, продато 14 калуђера за 100 златних флорина. С одобрењем Турака деспот Ђурађ је откупио много робље, које је добрим делом долазило у Србију и налазило заштите код деспотице Ирине и њеног брата Томе Кантакузина. У српским редовима није било радо гледано то окупљање Грка на српском двору и јачање њиховог утицаја. Али, Србија је постала природан збег интелектуалних радника из пропалих хришћанских држава, и њен двор, као и двор влашких господара, био је врло дарежљив према изгнаницима из Бугарске, Грчке и Албаније.
После узимања Солуна почело је турско освајање Епира и Албаније. Једна султанова војска, коју је водио Иса-бег, а у којој се налазио и деспотовић Гргур, напала је област кнеза Ивана I Кастриота. Турци су му четири града порушили, а у два су увели своје посаде; њега су оставили су као свог вазала. Вероватно по жељи српског деспотовића Гргура упали су Турци и на млетачко подручје, ударајући, нарочито, за казну, на област Гојчина Црнојевића и Тануша Дукађина и пленећи све до Скадра. У Дању је остављен Турчин као заповедник града. Један дубровачки извештај од 3. јуна 1430. године, казује, да се Гргур после тога вратио у Србију награђен "довољно" од султана Мурата II. Природна је ствар да се после овог није могао одржати ни Марамонте. Бојећи се српске освете он се покорио Млечанима, али је још исте године морао напустити Зету. Постао је потом вођа млетачких најамника у Ломбардији. Као авантуриста кондотјер није се смирио ни ту, него је, у разним службама, лутао по свету, док се, после више година, није нашао на двору херцега Стефана Вукчића Косаче, мужа његове рођаке и кћери Балше III Балшића.

## Стефан Балшић Марамонте
У ово мутно време појавио се у Зети поново Стефан Балшић Марамонте. Он је раније био противник Млечана и радио је са својим рођаком Балшом III, да их потисне из зетског приморја. Кад је деспот Стефан  Лазаревић завладао Зетом, Стефан Марамонте се једно време био негде изгубио, па се после појави као противник Срба. Његове везе са Гојчином Црнојевићем биле су уперене нарочито против деспота Ђурђа Бранковића. За време заплета 1427/8. године, Стефан Марамонте Балшић се надао, да би могао завладати Зетом као последњи Балшић. Како је имао против себе не само деспота Ђурђа, него и Дубровчане и Млечане он се надао помоћи само од Турака. На султановом двору био је заиста лепо примљен. Сваки нови балкански претендент, који би могао послужити турским циљевима и поцепати народне снаге у извесним крајевима, био је на Порти увек добродошао. Тамо, међу Турцима, Марамонте је срео Ђурђа, сина кнеза Ивана I Кастриота, који беше дошао на турски двор као талац, па ту примио ислам и постао Скендер-бег. Његов отац молио је 1428. године, млетачке пријатеље, да не уписују њему лично у зло, кад његов потурчени син буде пустошио њихово подручје. Са турском помоћу кренуо је Стефан Марамонте Балшић крајем 1429. године, на Зету и похарао околину Скадра и Улциња. Напао је и Дриваст, и заузео подграђе, али сам града није освојио. У тим борбама учествовали су на његовој страни Гојчин Црнојевић и Мали Тануш из племена Дукађуна. Млеци су уценили Марамонтову главу са 500 дуката. Деспот Ђурађ га је међутим онемогућио код самих Турака.

## Сукоб у Босни
У пролеће 1430. године, било је дошло на југу босанске државе до једног с почетка чисто локалног сукоба и рата, који је после запретио да узме врло опасне размере. Дубровачка република беше решила 15. новембра 1429. године, да недавно од војводе Радослава Павловића купљени град Цавтат претвори у главну тврђаву Конавља. Против те намере устаде енергично војвода Радослав сматрајући је уперену против себе, па кад Дубровчани не хтедоше да му попусте, он их у пролеће 1430. године, нападе без икаквих обзира. На брзу руку скупљена дубровачка "војска" би потучена, а њихова област изван зидина похарана. Огорчена Дубровачка република потужи се на све стране и стаде одмах живо радити, да се против војводе Радослава створи савез, у који би ушли босански краљ Стефан Твртко II Котроманић и војвода Сандаљ Хранић Косача. Замолили су и деспота Ђурђа Бранковића, да се заложи за њих код Турака. Док је војвода Сандаљ пристајао начелно, да пође против својих старих непријатеља, краљ Твртко II се доста брзо предомислио. Није желео да се придружи савезу једно што се бојао заплета с Турцима, чији је штићеник био војвода Радослав, а друго и зато, што Дубровчани нису тражили само казну за војводу Радослава, него и један део његове територије, подручја с Требињем и Лугом. Војвода Сандаљ Хранић је чак једно време помишљао и на то, да он и Дубровник купе од султана Мурата II Радославово подручје за 70.000 дуката, а после су посветили у то и краља Стефана Твртка II. Пристајући једно време да учествује у том послу, краљ Стефан Твртко II је јасно показао како је мало значила његова стварна краљевска власт и колико је он, у сопственој држави, зависио од других. Своје подручје он жели да купује од султана Мурата II, а једног свог властелина не сме да казни без султанове дозволе!
Уплашен свим што се спремало против њега војвода Радослав Павловић је замолио деспота Ђурђа Бранковића и војводу Сандаља Косачу да посредују за мир. На деспотов предлог Турци су послали у Хум једног свог човека да извиди и реши спор. Та мера рђаво је деловала на краља Твртка II, који је и нерадо гледао деспотово мешање у босанске ствари и турска решавања без икаквог обзира на њега и његова права. Ради тога је одбио све даље преговоре о савезу. Кад је још и Дубровник, средином септембра 1430. године, упутио своје прво посланство на Порту, да уреди односе с њом, краљ Стефан Твртко II Котроманић је био начисто с тим, да им не треба помагати. Пријатељи Сандаљеви, а суседи деспотове Сребренице, босанска властела Златоносовићи беху, баш у то време, дошли у оштар сукоб с краљем Твртком II, и овај их је, у јесен 1430. године, напао. Као одговор на то дошао је савез против краља Стефана Твртка II, у ком главне вође беху деспот Ђурађ и војвода Сандаљ. На краљеву страну пришао је, међутим, војвода Радослав, против кога, у један мах, беше пала и одлука турске владе.
Непријатељства доведоше до правог рата. У јесен 1432. године, борбе су вођене на линији Дрине, па су настављене и идуће године. Против краља Твртка II Котроманића истакоше противници, у споразуму с Турцима, њиховог претендента на престо. Био је то Радивој, незаконити син Остојин. У лето 1433. године, Тврткова војска била је потиснута и сматрала се као поражена. Војвода Радослав Павловић, који се пре тога био измирио са Дубровником без икакве своје штете, превртљив и непоуздан, пришао је деспотовој странци. Деспот Ђурађ је овом приликом проширио своју власт на целом подручју од Зворника до Усоре. Са деспотом Ђурђем су ишли и Турци, који су хтели да окончају владавину краља Стефана Твртка II као угарског пријатеља. Ратовање је прекинуто у јесен 1433. године, кад је деспот Ђурађ добио обавештења, да угарски краљ спрема помоћ краљу Твртку II, да би сузбио Турке, и кад му је постало јасно, да би, ако не стане, могао изазвати освету Мађара.
Нови претендент Радивој није био човек јаче вредности и није могао успети против краља Стефана Твртка II. Угарска војска дошла је заиста током лета 1434. године, у Босну и потиснула је Турке. Повратила је чак и град Ходидјед. Војвода Сандаљ Косача је истог лета претрпео неуспех у борби с Ђурђем Војсалићем, господарем Доњих крајева, и изгубио је Горску Жупу и нека места на доњој Неретви. Сам војвода  Сандаљ није доспео да поврати изгубљени део. У последње време чешће је поболевао, а 15. марта 1435. године, је умро..
У Босни су за ово време Турци добили једног новог присталицу, човека јаке воље, али ретко себичног и правог циника. То је био наследник Сандаљев, његов синовац војвода Стефан Вукчић Косача. Рођен око 1404/5. године, он је у 1435. години био у напону снаге. С Турцима је одржавао везе још и раније, пре него што је преузео власт, али се понудио, преко Дубровника, и Мађарима. Кад је војвода Сандаљ умро краљ Стефан Твртко II се није налазио у Босни. Био је на угарском двору, где се, изгледа, измирио са деспотом Ђурђем Бранковићем. Помаган од угарског краља Жигмунда вратио се у Босну почетком маја, да се спреми за борбу против војводе Стефана Косаче, којима није могао заборавити стара непријатељства.
Не знајући какав ће бити Сандаљев наследник и многи други породични непријатељи војвода Стефан Косача пожурише да нападну њихово подручје искоришћавајући смрт Сандаљеву. Међу првима јавио се Стефанов зет, војвода Радослав Павловић, који изазва устанак у драчевичкој жупи. Краљ Сигисмунд је чак тражио од Дубровачке републике, да помаже устанак и западне хумске властеле, хотећи да скрши на почетку наследника једног свог вазала, који му је својом снагом и утицајем задавао много неприлика. И Млетачка република беше почела преговоре, да се, милом или силом, дочепа Новог, главне хришћанске и босанске луке на мору. Једино су се као исправни суседи држали Дубровчани. Маја месеца 1435. године, издао је краљ Сигисмунд Луксембуршки наредбу хрватским кнезовима Ивану и Степану Франкопану, да освоје Хум, који је  војвода Сандаљ на силу држао. За новог господара те земље би именован бивши београдски заповедник Матко Таловац. Угарске и хрватске чете упале су потом у Стефанову област, продрле су све до Неретве и поселе важни трг Дријево.
У невољи, нападнут с више страна, војвода Стефан се обратио Турцима. Ови су заиста и стигли са неких 1.500 војника. Водио их је Исабегов син Барак. Са Стефановим четама напали су најпре област Павловића. Остали су у Хуму и Травунији све до првих дана новембра, док се један њихов одред већ у августу дочепао Ходидједа. У том су се граду од тад учврстили и држали га с пуно пажње. Пред Турцима су побегли из Дријева угарско-хрватски људи, немајући довољно снаге да се упусте у борбу. Од пролећа 1436. године, Барак је наставио са турским учвршћивањем у средишњој Босни, у области Павловића. Од тог времена почиње постепено развијање Сарајева, коме су Турци давали карактер свога града и коме су дали и име.
Другог, ненаданог, савезника добио је војвода Стефан Вукчић Косача у хрватском кнезу Ивану Франкопану. Краљ Сигисмунд није пристајао да војвода Стефан прими баштину свог умрлог таста Ивана Нелипића и кад се овај не хтеде покорити краљ Жигмунд га прогласи за одметника. Матко Таловац доби почетком 1436. године, наредбу да крене с војском и против њега. Природно је, да је такав поступак краљев приближио војводу Стефана и бана Ивана. У борбама које су се потом развиле бан Иван није имао успеха и крајем 1436. године, губи му се траг. Почетком 1437. године Таловац је остао победник и од Иванове удовице примио све поседе њеног оца и мужа. Војводи Стефану је то ратовање донело ипак посредне користи, јер је задржало Таловца од поновног напада на Хум.
Кад је краљ Твртко II видео, да Турци узимају маха у Босни и да због њихове помоћи не може скршити војводу Стефана он је осетио потребу да промени своје држање. За 25.000 дуката годишњег данка добио је од султана Мурата II гарантије, да ће остати признат и поштеђен. Те везе с Турцима приближиле су краља Стефана Твртка II Котроманића и војводу Стефана Вукчића Косачу. У другој половини 1436. године, дошло је чак и до савеза између њих двојице против војводе Радослава Павловића. Њиховој удруженој снази он није могао одолети. У фебруару 1438. године, изгубио је на југу Требиње, свој најбољи и најзначајнији град, а отео му га је војвода Стефан, више никада није успео да га врати. На северу за њега, у корист Турака, био изгубљен добар део жупе Врхбосне. После ових неуспеха војвода Радослав је задржао само Подриње и борачки крај, са нешто области око Коњица и Трнова. За време ових грађанских ратова Босна је осетно настрадала. Само од 1435-1437. године, по једном фрањевачком извештају, било је срушено и спаљено око 16 манастира и цркава.

## Бертрандон де ла Брокијер
Веома занимљив и важан опис балканских земаља и прилика овога времена дао је учени француски племић, Бертрандон де ла Брокијер. Он је био утицајна личност на двору војводе Филипа Бургундског. Као и његов отац, који је учествовао у никопољској бици, и војвода Филип је показивао доста интереса за балканске ствари и кад је почела папина акција у корист балканских хришћана он је послао мудрог Бертрандона да испита прилике на истоку. Бертрандон је провео на Балкану 1432/3. годину и запазио је на том путу врло много ствари. Султан Мурат II, који је тад имао 28-30 година, био је омален, гојазан, с тамним лицем и великим крупним носем. Хвалили су га да је имао добру нарав. Пијанчио је радо, а у пијаном стању био је широке руке. Имао је харем са преко 300 жена и 25-30 младића. Ови су бивали "чешће с њим неголи жене". У турској војсци налазе се и хришћани, и то вазалски и најамнички одреди. На султанов двор био је дошао босански кнез Радивој, да тражи султанову помоћ против босанског краља Твртка II, "тврдећи да та краљевина њему припада". Посланство  миланског војводе, коме се придружио Бертрандон, тражило је од султана Мурата II, да уступи краљу Сигисмунду Влашку и Бугарску до Софије, Босну и Албанију, али је то султан Мурат II одлучно одбио. На повратку из Једрена посланство је видело у бедном стању хришћанско робље, које је вођено на продају, а на путу су срели, у тешким ланцима, 15 људи и 10 жена, који беху заробљени у Босни. У планинама, којима су пролазили, било је доста хајдучије, која се у нашим земљама јавља од почетка XV века. Ниш су нашли разорен, а моравска долина била је "лепа, равна, добро насељена људима и селима". Крушевац, с разрушеним утврђењем, налазио се у турским рукама, близу тадашње српско-турске границе. Деспотова област, која почиње од Мораве, била је, као и остала моравска долина, лепа и насељена. Испод Сталаћа, већ разрушеног, Турци су држали 80-400 шајки, да би могли, у случају потребе, брзо пребацити војску и коње. Путовање по унутрашњости Србије било је напорно због велике шуме и рђавих шумских путева. "Али према другим шумским и брдовитим земљама, и ту су земље врло лепе и врло су добро насељене селима, и у свој тој Расији или Србији, што је једно исто, има свега што је од потребе." Деспота Ђурђа су нашли у Некудиму, у лову. "Поменути српски деспот бави се у овој вароши зато што су око ње врло лепа шумска места за уживање и реке за сваковрсни лов, нарочито са соколовима". Са њим је ту био један Турчин, који беше дошао од султана Мурата II с позивом, да деспот Ђурађ Бранковић са једним сином пошаље обавезни одред војске. Тај је имао бити и опет упућен у Албанију. Бертрандон помиње, да је деспот Ђурађ већ био дао султану Мурату II своју кћер за жену, што ми, на основу наших вести, не сматрамо да је тачно. Тад је само дао пристанак. Исто тако неће бити тачно, да је тада била удата за грофа Улриха II Цељског и друга кћерка деспотова, него је тада ствар била уговорена. Уз деспота Ђурђа се у Некудиму налазило у тај мах доста његове властеле "с дугом косом и великом брадом", јер је ту било стигло посланство базелског сабора, епископ Антоније и Алберт де Криспис, магистер теологије, које је путовало за Цариград и имало да доврши преговоре око црквене уније. Обавештени људи причали су путнику о богатству рудника Новог Брда, о којем су се ширили гласови на много страна. "Ту се копа сребро и злато заједно, и одатле се вуче 200.000 дуката на годину. И да није тога, мислим да би деспот Ђурађ до сад био истеран из његове земље Расије". Краљ Сигисмунд је, вели, даровао деспоту више градова у Угарској, који му доносе на 50.000 дуката прихода, "да га начини својим човеком". "Али он опет више слуша султана него цара". Веома је занимљиво Бертрандоново казивање о тадашњем Београду, чији заповедник беше ранији дубровачки поданик Матко Таловац. Један део градске посаде беху немачки најамници. "За људе из Србије рекоше ми", тумачи писац, "да се у град никако не пуштају зато што су турски поданици и Турчина слушају; а Угри су непоуздани и Турака се толико боје, да не би смели чувати место и сачекати Турчина и сву силу његову, кад би на град ударио".

## Односи са Србијом у другој деценији владавине
Деспот Ђурађ Бранковић је водио политику, која је била пријатељска на обе стране, и према Турцима и према Мађарима. Он је желео да Србији обезбеди мир, и под врло скупу цену. Од Турака је зазирао свакако више, јер је добро видео да код њих превлађује офанзивни дух, а да су Мађари више у ставу одбране. Његову двоструку политику не карактерише вероватно ништа боље него удаја његових кћери на две сасвим противне стране. Бракови су били чисто политички. Деспот Ђурађ је преко њих хтео да ухвати везе са правим лицима и Турске и Угарске, а успео је удомити обе кћери захваљујући свом огромном богатству и миразу који је за њих дао. Нарочито се за султана Мурата II прича, да је тражио и добио велик новац. У доста смушеној и оријенталски обојеној хроници Ашик паше Заде прича се, како "Вук оглија (т. ј. Вуковић) посла дарова преко мере много". Прва је била удата Катарина 1433. године, за грофа Улриха II Цељског, који је био братанац царице Варваре, жене краља и цара Сигисмунда Луксембурга, а син моћног грофа Хермана II. Мара је дата, по свој прилици, у пролеће 1434. године, султану Мурату II.

## Освајање Србије
У зиму, 9. децембра 1437. године, умро је угарски краљ Сигисмунд који је пола века моћно и често пресудно утицао на судбину Србије и Босне. Његова основна политичка линија била је, да те две државе чврсто веже за себе и Угарску, не дозвољавајући им никакве потезе самосталније спољашње политике. С почетка је то чинио због самоодржања, у борби с напуљским противкандидатом, и у тежњи да те земље не изгуби и да се оне не ојачају на угарски рачун. У другом периоду, после појаве Турака, он је то чинио ради угарске сигурности. У том погледу био је до краја доследан и упоран, понављајући ударце до противничке изнемоглости. У појединачним његовим потезима било је често брзине и плаховитости, понекад и нешто авантуристичког, али увек пуно самопоуздања. Осетна је штета, што се био заплео на више страна и трошио снагу и на неке проблематичне подвиге, па није могао да усредсреди сву пажњу и своју доста велику моћ на питања Балкана. Не само ради балканских народа и држава него у сопственом интересу Угарске. И кад је сагледао турску опасност у правој мери он се није сав дао на то, да је паралише или сузбије што даље; а док је то сагледао турска снага била је узела толико замаха, да се више није дала ослабити наивним витешким потезима и ударцима спреманим на махове. Турци су, по Бертрандновом причању, говорили пред крај Сигисмундове владавине са презиром о угарској борбеној снази. У години његове смрти провалили су они, с Власима заједно, све до Сибиња. Да им се освети, наредио је стари краљ Жигмунд један од оних својих брзих демонстративних упада у Србију. Угарска војска, састављена не само од Мађара, него и од Пољака и Чеха, прешла је 19. јуна 1437. године, Дунав код Пожежене и продрла дубоко у Србију. Водио је Јанош Марцали, један од најбољих војсковођа краља Сигисмунда. За три дана стигла је угарска војска до Сталаћа и попалила турске шајке под њим, а следећег дан је продрла у Крушевац и запалила и њега. Сам краљ Сигисмунд посебно је похвалио бана Франка Таловца, који је пошао "да попали и уништи град Крушевац" што је то извршио. Одмах потом почели су Мађари повлачење и већ 27. јуна налазили су се према Ковину. Од таквих демонстративних похода, које су вршили и Турци и Мађари, страдала су у ствари понајвише само наша подручја или области насељени нашим живљем. Од њих није било никаквих правих војничких користи, нити су такви походи могли ма шта изменити у стању снага и односа. Пред сам прелазак угарске војске у отаџбину стигла је турска потера из Видина. У борби, која се развила на Годоминском пољу код Смедерева, турска војска била је потучена са осетним губицима. Огорчени Турци опустише околину Смедерева, кривећи Србе да су били у споразуму с Мађарима. Та оптужба допрла је и до султана Мурата II. У Једрену се веровало, да Мађари не би смели вршити такве походе дубоко по Србији да нису имали неких тајних споразума са Србима. Да би га ублажио деспот Ђурађ је морао предати Турцима браничевски крај, да би они могли вршити непосреднији надзор над угарским кретањима уз дунавску линију.
Краља Сигисмунда наследио је његов зет, аустријски војвода Албрехт Хабзбуршки. Ова промена дала је, међу другим стварима, повода Турцима, да се одлуче на крупније кораке. Они су знали, да ће у Угарској морати доћи до извесних размирица, пошто нови краљ није био прихваћен од свих кругова у земљи, па су хтели да искористе те њихове унутрашње сукобе. У исто време, крајем 1437. године, беху отишли византијски цар Јован VIII и патријарх Јосиф II са великом пратњом у Италију, да преговарају с папом о црквеној унији и да, у исто време, траже и помоћ западних хришћана за борбу против Турака. Ти преговори отегли су се више од годину дана и довели су 6. јула 1439. године, до свечаног проглашења спајања источне и западне цркве у форентинској катедрали. Турци су били обавештени о тој ствари и знали су јој добро политички значај. Стога су одлучили да нападну Угарску као главну силу, која им је могла правити сметње. С њом заједно решили су да рашчисте ситуацију и у Србији, знајући да би и деспот Ђурађ у души био на страни хришћанске лиге и јер су им били сумњиви његови односи са Мађарима.
Краљ Албрехт је, одмах после крунисања, пожурио у Чешку, да тамо сузбије јаку опозицију против себе и да онемогући свог противкандидата Казимира, брата пољског краља. У Чешкој он се задржао више од године дана, не обраћајући, природно, довољно потребне пажње јужним границама. Турци су то искористили и 1438. године, ушли у Ердељ, пустошећи га. Друга турска војска оперисала је у источној Србији, где је освојила тврђаву Борач и манастир Раваницу. Трећа војска продрла је у Босну све до Јајца. Али то још нису били прави војнички подвизи, него више смели извиднички залети. Прави напад дошао је с пролећа 1439. године.
Велика турска војска, под вођством самог султана Мурата II, кренула је крајем априла 1439. године, на Србију. Деспот Ђурађ није успео да разувери султана Мурата II у његовим сумњама, а није пристао ни да се придружи његовој војсци, ни да јој кроз Србију дозволи несметан пролаз. Срби тој војсци нису могли одолети; одржали су се, у први мах само у Новом Брду на југу, и Смедереву на северу, које је бранио деспотов син Гргур и шурак Тома Кантакузин. На Србију је, као турски вазал напао и војвода Стефан Вукчић Косача и опленио је неке њене југозападне области. Том приликом пала је у турске руке и Сребреница. Деспот Ђурађ пређе за то време у Угарску да тражи помоћи с уверењем да је треба добити пошто је страдао због ње.
Краљ Албрехт показивао је заиста воље да се одазове, али је имао много тешкоћа са незадовољном властелом у Угарској, која је налазила да је сад најпогоднији час да тражи ограничење краљевске власти и сузбијање немачког утицаја. Мађари нису чак допустили ни да краљ Албрехт позове у помоћ немачке кнежеве бранећи се тим, да су они сами довољно јаки за одбрану против непријатеља. Краљ Албрех зато, осећајући да нема корена у земљи, морао је остати пасиван. Са нешто мало војске стајао је неко време у близини Титела и Сланкамена, не пружајући тешко угроженом Смедереву никакве помоћи. После тромесечне опсаде Смедерево је пало 18. августа. Од српских области остала је слободна само Зета, која није била на путу Турцима. Ашик пашина хроника бележи, да је, после овог похода, од силног плена "у Скопљу продаван дечак од четири године за 20 аспри".
Мало иза српске катастрофе умро је, сасвим изненада, и краљ Албрехт, 27. октобра 1439. године. Угарска је због тога упала у нову, и још тежу кризу и била је једно време потпуно искључена из сваког рачуна за војничке подвиге већег стила. За престо се јављало више кандидата. Деспот Ђурађ озбиљно је помишљао, да његов најмлађи син Лазар постане угарски владар, тако, што би се оженио Албрехтовом удовицом. Краљица Елизабета је одбила ту комбинацију као немогућу већ због верских разлога; али је дивно чудо како је деспот Ђурађ могао поверовати да би на то пристали угарски барони и високи католички клир. Избор је коначно пао на пољског краља Владислава III, младо момче са непуних петнаест година. У исто време краљица Елизабета је родила и сина краља Ладислава V Посмрче, који је касније требало да наследи дедину и очеву круну. Између присталица два Ладислава настале су дуге препирке коме од њих управо припада власт и те препирке претиле су да се извргну у опасна непријатељства.

## Опсада Београда
Султан Мурат II није чекао. Он је у пролеће 1440. године, дошао с војском под Београд, а у исто време упутио је своје чете да харају по Бачкој и Банату. Из саме Угарске није се могло надати помоћи. Београдска посада, ипак, храбро је издржала опсаду од пуних шест месеци захваљујући томе, што јој Турци нису могли пресећи све везе преко воде и захваљујући примитивним пушкама. У јесен султан Мурат II је морао да се повуче. Његова војска уграбила је, међутим, преко Саве и Дунава богат плен. "За једне чизме су продавали једну робињу. И ја убоги сам за 100 аспри узео једног дивног младића", бележи Ашик паша Заде.

## Бег српског деспота
Кад је побегао у Зету деспот Ђурађ Бранковић је и тамо нашао веома неповољну ситуацију. Војвода Стефан Вукчић Косача, као веран турски вазал, искористио је незгоде турских непријатеља и на истоку и на западу. На западу је освојио град Омиш и област Пољица, јер месне угарско-хрватске власти, због пометености у Угарској, нису добиле никакве помоћи. На истоку почео је освајања у Зети полажући право на ту област као муж Јелене Балшић, кћери Балше III Балшића. Придобио је за себе породицу Црнојевића, најмоћнију у Црној Гори, која се одавно одметала и од деспота Стефана Лазаревића и од деспота Ђурђа Бранковића. Деспот Ђурађ је понудио Дубровачкој републици да заједно сузбију војводу Стефана, али Дубровчани нису пристајали ни на какве комбинације на тој основи. Да делује на Дубровчане и ваљда да боље из близине посматра Стефаново кретање дошао је деспот Ђурађ средином априла 1441. године, у Дубровник на дужи боравак.
Дубровачка република је знала, да ће деспотов долазак бити рђаво примљен на Порти и да ће стога сигурно имати извесних неприлика, али је ипак отворила врата свог града обескућеном старом пријатељу. Тај часни пример гостољубља постао је једна од најпоноснијих страница њихове историје и њихови доцнији писци, с Гундулићем на челу, с правом су славили тај поступак својих претходника. Чим се сазнало да се деспот Ђурађ борави у Дубровнику почеше претње с турске стране. Чак стиже и једно посебно турско посланство да протестује. Осећајући опасност Дубровчани 27. маја решише, да траже војне најамнике у Апулији и да осигуравају своје границе. Порта је позвала и војводу Стефана Вукчића Косачу да опомене Дубровачку републику, па да, ако то не помогне, изврши и напад. Око 20. јула поручио је војвода Стефан у Дубровник, пошто је отезао да прибегне сили, да ће морати извршити наредбе и почети непријатељства. Видећи каквој се опасности излаже град због њега стари деспот Ђурађ је одлучио да се сам повуче и око 25. јула напустио је град. Праћен од две оружане дубровачке лађе он је кренуо преко Сења у Угарску.

## Потпуна катастрофа српске државе
Раздраженост Турака против деспота Ђурђа била је у ово време веома велика. Султан Мурат II се, изгледа, није надао, да ће стари деспот показати толико непопустљивости. Колика је била његова љутина види се најбоље по том, што је оба деспотова сина, Гргура и Стефана, дао оковати и 8. маја 1441. године, ослепити. Један извор казује изречно, да "сестра њихова султанија није им могла ништа помоћи"; султан Мурат II је, на њено наваљивање, издао наређење, да не буду ослепљени, али је та његова милост стигла сувише касно. Несрећници су били оптужени ради веза, које су писмима одржавали с оцем. Мађарима је деспот Ђурађ био сумњив ради веза с Турцима, а у Турској деспотови синови страдају ради веза са оцем и Мађарима. То је био трагични лични удес деспотове политике, која је ишла за тим да Срби, колико могу, остану неутрални, не опредељујући се сасвим ни за једну ни за другу страну.
После дугог и јуначког отпора пало је, најзад, 27. јуна 1441. године, и Ново Брдо. Кад је након тога војвода Стефан Вукчић Косача ушао у Зету и заузео тамошње преостале деспотове поседе, катастрофа српске државе била је потпуна. У тај мах она више није постојала. Стари деспот Ђурађ, чија активност после свих обрта среће и у тако високим годинама изазива право дивљење, није ипак клонуо. Кад му је постало јасно, да у Зети и Дубровнику не може постићи ништа, а да на Млечане не вреди рачунати, решио је, да се покори краљу Владиславу I Јагелону. Мађари су били у тај мах једини, који су имали разумевање за турску опасност из сопствених рачуна да је покушају отклонити. Угарски унутрашњи нереди беху се већ прилично слегли пошто је опозиција била војнички скрхана. Краљ Владислав I је и сам дошао на мисао, да мора против Турака предузети енергичније мере, а ту су му мисао препоручивали и многи пријатељи из земље и са стране. Заједничка мржња на Турке приближила је краља Владаислава III Јагелона и деспота Ђурђа Бранковића. Као главни чинилац ратоборног расположења код Мађара јавља се војвода Јанко Хуњади, краљев најјачи ослонац и у унутрашњој и у спољашњој политици.

## Последице пада Србије у Босни
За време ових крупних догађаја на истоку извршене су извесне промене у Босни. Судбина деспота Ђурђа Бранковића била је забринула и краља Стефана Твртка II Котроманића. Пошто се определио за Мађаре било је природно да очекује турску освету. Стога је крајем 1440. године, замолио Млетачку републику да може негде на њиховом подручју, у случају потребе, склонити своје имање и доћи и сам са породицом у њихову земљу. У исто време он је понудио Млечанима да узму босанско краљевство и завладају с њим како хоће, јавно или тајно. Дотле, молио је за дозволу да може из њихових градова извозити оружје и друге ратне потребе. Очевидно је, да се од Мађара у тај мах, није ничем надао; толико му се њихово стање учинило без поверења. Млечани су на ту понуду одговорили 21. фебруара 1441. године, овако: као свог поштованог брата они ће га, разуме се, примити с породицом и имањем гдегод хтедне доћи и даће му сва писмена јемства која су у обичају. Дозвољавају му исто тако и извоз оружја. Што се тиче понуде да приме саму Босну они су одговорили вешто и заобилазно. Понуда та потекла је из краљеве љубави и поверења према Млецима и они су му веома захвални на тој пажњи, али је њихова жеља да се краљ сам одржи у земљи и на власти. Крај хришћанске офанзиве није дочекао. У лето 1443. године, забринут за развој догађаја, он је узео из благајне Дубровачке републике све своје сребро, 10.300 литара, које је тамо држао. Умро је у јесен, средином новембра, те године, без непосредног мушког наследника. Престо је добио син краља Остоје Томаш, један од босанских владара нешто веће вредности.
За ово време војвода Стефан је у пролеће 1443. године, напао Зету, уз помоћ Турака из Албаније. Војвода Стефан Косача је постигао доста успеха придобивши на своју страну Паштровиће и доста Зећана, али је у јуну изгубио Бар.
Питање попуњавања босанског престола прошло је без тежих спољашњих криза. Гроф Херман II Цељски, коме је краљ Твртко II био наменио престо умро је пре њега, а Херманови наследници нису могли да се наметну сами, знајући да би у народу били рђаво примљени. Угарски краљ Владислав III, који би, можда, да је хтео, могао да им помогне, налазио се баш у ово време у пуној борби с Турцима, која га је окупирала целог и у којој је, после, и заглавио. А сем тога није му ишло ни у рачун да појачава моћ својих противника. Једини претенденти беху синови краља Остоје, Радивој и Томаш. Њих су католички кругови сматрали као незаконите, пошто им се отац оженио по други пут док му је била жива прва жена. Радивој је одавно претендовао на престо, али, иако је имао раније помоћ Турака, никад му није пошло за руком да добије више значаја. Он се, истина, називао краљем, имао је свој двор, и јављао се с времена на време својим порукама у Дубровнику, али га тамо нису узимали много озбиљно. Томаш се дотад мање истицао, али по својим дипломатским способностима стајао је свакако изнад брата. Њега је сам краљ Стефан Твртко II одредио као наследника и Томаш је одмах, по његовој смрти, узео власт. Радивоје је покушао да га омете, али није успео. Извесни сукоби, који су избили тим поводом, прошли су без тежих потреса.
Главни вођа опозиције против новог краља био је војвода Стефан Вукчић Косача. Краљ Стефан Томаш Котроманић је одмах прихватио борбу с њим; наравно, најпре зато што је устао против њега, а затим што се војвода Стефан држао с Турцима. После хришћанских успеха у јесен 1443. године, краљ Стефан Томаш се сасвим определио за хришћанску лигу; њена ствар изгледала је да стоји добро. Та промена у држању Босне приметила се одмах на угарском двору и наглашавана је као очигледан резултат успеха. У борби краљ Томаш Котроманић је постигао извесне успехе, јер су у исто доба ратовали против војводе Стефана и Млечана нападајући Омиш и Пољицу. Краљу Томашу се придружио и син војводе Радослава, војвода Иваниш Павловић. У пролеће 1444. године, краљ Стефан Томаш Котроманић је склопио и формални савез с Млечанима против војводе Стефана Вукчића Косаче и посео је нешто земљишта око доње Неретве. Више успеха имао је на источној страни и против Турака и против војводе Стефана Косаче, захваљујући у доброј мери помоћи Павловића. Средином маја отео је од Турака град Сребреник. Пожурио се да га узме пре него у њега уђе деспотова војска. Како је деспот Ђурађ Бранковић био савезник угарски краљ Стефан Томаш се потрудио да објасни свој поступак и на угарском двору. Његов главни заштитник тамо био је војвода Јанко Хуњади. Њему је краљ Томаш Котроманић 3. јуна те године издао једну повељу пуну признања. У њој краљ Томаш Котроманић признаје, да га је на босанском престолу утврдио краљ Владислав III на заузимање и препоруку Хуњадијеву. Приљубљујући се стога потпуно уз моћног угарског магната, краљ Томаш се заклео на службу и верност угарском краљу, а војводи Јанку се зарекао да ће му бити и остати веран пријатељ. Као знак своје оданости он ће  војводи Јанку давати сваке године по 3.000 златних фиорина. Тако је босански краљ Томаш постао, у неку руку, не само вазал угарске круне, него и њених великаша.
Учврстивши се код Мађара краљ Стефан Томаш Котроманић је хтео да поправи свој положај и у земљи. Противници његови сматрали су, да он као "незаконити" син није достојан круне. Како је, уз то, био ожењен женом из народа није имао потребног ослонца код властеле. На кога се он све ослањао у прво време не знамо сасвим поуздано; војвода Иваниш Павловић пришао му је из старе породичне мржње нпрема Косачама и војводи Стефану нарочито. Да би стекао нових пријатеља, а нарочито да би придобио католичко свештенство и папску курију краљ Стефан Томаш је у лето 1444. године. примио римокатоличку веру. Мало потом споразумео се потпуно и са Дубровчанима.

## Дуга војна

### Успеси Јаноша Хуњадија
Јанош Хуњади, или у српским народним песмама познатији Сибињанин Јанко, био је влашког порекла, син једног племића Војка, коме је краљ Сигисмунд 1409. године, поклонио град Хуњад. Млади Јанош служио је једно време у војсци деспота Стеfана, па је после деспотове смрти прешао у службу краља Сигисмунда. Био је по природи ратник. Њему се уписује у заслугу да је знатно разрадио војничку организацију Угарске, коју је краљ Сигисмунд изводио последњих година свога живота. Њега је 1441. године, поставио краљ Владислав III за заповедника јужне границе са седиштем у Београду, који су Турци и те године безуспешно опседали. Чим је дошао на своју нову дужност војвода Јанко је постао активан. Већ у јесен 1441. године, извршио је он један залет дубоко у Србију и потукао је војску намесника Иса-бега, која је хтела да му пресече пут и отме плен. Да би могли пратити кретања Мађара око Београда подигли су Турци 1442. године на Авали град, са кога се имао широк преглед целе области све до Дунава.

### Проповеди о крсташком рату
Од те године почеше се све чешће и са више страна дизати гласови, да је потребно образовати једну велику хришћанску лигу против Турака. Нарочито су били активни Јовановци с Родоса, угрожавани од Муслимана из Египта. Они су позивали у помоћ папу и западне силе молећи их да не дозволе пропаст хришћана. У том смислу изјашњавала се и Дубровачка република, предлажући не само заједничку одбрану, него и заједнички напад, и то и са копна и са мора. Помоћ је стално тражила и Византија. Услед грађанског рата, који је настао због династичких сплетака, Цариград се у пролеће 1442. године, налазио у озбиљној опасности. Папа је сматрао за своју дужност да помогне пријатеље, који му недавно беху признали врховну духовну власт. И прегао је са свим својим ауторитетом, да се хришћански савез оствари. Одличног помагача нашао је у речитом и одушевљеном кардиналу Јулијану Цезаринију. Овај енергични човек успео је, да током 1442. године, потпуно утиша све противнике у Угарској и да тамо распламти ратнички дух.
Да кардинал Цезарини постигне потпун успех допринели су и сами Турци. Једна њихова војска под вођством бега Мезида, продрла је преко Влашке у Ердељ до Мориша, где је поразила војводу Јаноша Хуњадија, који је ускоро скупио нову војску, коју су сачињавали сељаци из Ђулафахервара и војвода Јанош Хуњади их је у марту 1442. године, пресрео и сасвим разбио. Другу победу однео је војвода Јанош у септембру на Јалосиници, у Влашкој, победивши самог румелијског беглергеба Шехабедина, који је водио велику војску од 80.000 људи. Те две победе силно подигоше дух код Мађара. Војвода Хуњади постаде прослављен витез и нада хришћанства. Српске народне песме славе га скоро као сопственог јунака. Сви људи од акције беху стекли уверење, да ове турске поразе треба искористити до краја и проширити успехе. Султан Мурат II, изненађен првим поразом и заузет борбом с Караманима у Малој Азији, пожури да склопи мир. Већ у јулу налазио се његов посланик у Будиму. Али без успеха. Деспот Ђурађ Бранковић својим личним утицајем и новцем, кардинал Цезарини и војвода Хуњади са ратничком странком претегоше. Они су хтели безуслован наставак рата, сматрајући султанову понуду као знак слабости. Папа Евгеније је прогласио крсташки рат против Турака већ 1. јануара 1443. године, а 28. јула објавио је опрост грехова свима, који буду штогод допринели за рат против Турака, а краља Владислава III је прогласио браниоцем вере. После угарске победе у Влашкој упути папа Евгеније о новој години 1443. године нову булу саопштавајући, да за победу хришћанске ствари жртвује петину својих прихода. Крајем фебруара 1443. године, угарски сабор у Будиму донесе одлуку, да се почне велика офанзива, коју ће водити сам краљ Владислав III. Кад маја месеца стигоше гласови о турским поразима у Малој Азији и кад се чак пронела вест, да је султан Мурат II, поражен, умро на неком острву, ствар осетно крену на боље. Војвода Јанош Хуњади је постао толики оптимиста, да је у једном писму деспоту Ђурђу изрицао наду, како Турци, уплашени гласовима да на њих иде војска од 30.000 коњаника, неће смети ни да сачекају хришћане, него ће, остављајући градове и сва добра, нагнути преко мора. „Турска држава никад није била тако стешњена и очајна као што је сад“, казивало је то писмо с пуно уверења.

### Рат
Крајем јуна 1443. године, издате су прве наредбе, да се хришћанска војска упућује према Београду, а сам краљ Владислав III кренуо је на југ месеца септембра. С њим су ишли деспот Ђурађ Бранковић и војвода Јанош Хуњади. За деспота Ђурђа се прича, да није жалио средстава да би само скупио што више и што бољу војску. Број ратника ценио се на 25.000 коњаника и стрелаца. С хришћанима пристаде и влашки војвода Дракул II, који се одметнуо од султана султана Мурата II. Сам краљ Владислав III је кренуо из Будима већ 9. августа. Крајем септембра или почетком октобра прешла је хришћанска војска Дунав код Београда и ставила се под вођство искусног деспота Ђурђа Бранковића. Уз деспота Ђурђа је било око 8.000 српских бораца, а придружио му се и сребренички војвода Петар Ковачевић са 600 коњаника. Напредовање је, са великим одушевљењем, ишло веома брзо. Хришћанска претходница од 12.000 коњаника, коју је водио војвода Јанош Хуњади, поразила је 3. новембра Турке у пољу испред Алексинца и Ниша, омевши им ту концентрацију војске. Овај пораз силно је збунио Турке и на бојном пољу и у залеђини. Они задуго после тога нису били способни за већи отпор. 1. децембра Софија је била пала у хришћанске руке, а продирање се наставило и даље. Међутим, пред добро утврђеним кланцима Средње Горе морало се стати, јер су Турци код Златице, 12. децембра, спремили снажан отпор, који није разбијен у боју, 15. децембра. А. Иширков мисли, да је до хришћанско-турског сукоба дошло пред Момином Клисуром, преко које су хришћани мислили да заобиђу јаке турске положаје у Трајановим Вратима. Због зиме, која је настала, и незгодног снабдевања, и овог отпора хришћани су прекинули даљу офанзиву и 16. децембра, почели повлачење. Турци су покушали да хришћанима при одступању задају што више удараца, али су код Мелштице, 24. децембра, и Куновице, 2. или 5. јануара 1444. године, претрпели поново тешке поразе. Нарочито је овај други био осетан. Турци су га приписивали издаји тесалског заповедника Турхан-паше, за кога се сумњало да сарађује са деспотом Ђурђем.
Између савезника избиле су поводом повлачења велике несугласице. Деспот Ђурађ је био против повлачења, нарочито ако буде узео бржи темпо. Бојао се, да се тим не изгубе и моралне и територијалне тековине рата и да се не да Турцима могућности, да се боље припреме за борбе на том истом подручју. Он се сав залагао, да војска преко зиме остане бар у Србији. Одатле, пошто је свршила половину великог посла, она на пролеће може наставити са акцијом, пошто се не мора све почињати изнова. Он се обавезивао, да ће се сам бринути за снабдевање војске, а нудио је и 100.000 дуката новчане потпоре. Хтео је да на сваки начин задржи тек ослобођену Србију. Али Мађари, изморени и истрошени, и са духом кондотјера, који су после свршеног посла хтели одмора, нису никако пристајали на то. Они похиташе да се врате у Угарску. Крајем јануара 1444. године, цела војска, с краљем Владиславом III Јагелоном и деспотом Ђурђем Бранковићем , скупила се у Београду и око њега и одмах прелазила даље, а краљ Владислав III се већ у фебруару налазио у Будиму.

### Последице
Хришћанска победа изазвала је многе наде код балканских народа. Неки од њих дигоше се на оружје. Новобрђани дигоше устанак, али су брзо савладани. Нешто више успеха постиже, у Албанији, смели Скендер-бег (Ђурађ Кастариот). У њему, рано потурченом, било се већ раније пробудило старо верско, а донекле и народно осећање. Оставивши Турке и ислам он се био вратио у своје албанске планине. Сада, на глас о победи хришћана, он, са својих 30 000 војника, заузе Кроју и поче огорчену, и углавном успешну, борбу против Турака. Скендер-бегови успеси су изазвали чуђење у хришћанском свету. Брат византијског цара, деспот Константин Драгаш, предавши намесништво у Цариграду брату деспоту Теодору, поче ослобађање Мореје, а у исто време изби устанак и у Тесалији. Изгледало је једно време, да је цео Балкан устао против Турака и да неће требати много, па да се европска Турска потпуно потпали. Али је основни предуслов за то био тај, да се почета акција развија с планом, у дугом даху, а да не добија карактер импровизоване експедиције, која поред свих привремених успеха, није могла изменити општи положај.
Деспот Константин је, убрзо потом, освојио већи део Мореје са средиштем у Мистри. Његово право дело била је поновна изградња Хексамилонског зида на Истму, који су Турци разорили 1423. године. Деспот Константин се 1443.године, пробио у средњу Грчку и освојио Атину и Тебу. Војвода Атине, Нерио II Ачијоли, који је до тад Турцима плаћао данак, морао је признати врховну власт деспота Мистре и плаћати му данак.

## Варнински крсташки рат
У априлу 1444. године, донешена је на будимском сабору одлука, да се настави борба против Турака, и то са копненим снагама и са флотом. И заиста, 22. јуна кренула је из Венеције флота од 16 галија, 8 папских и 8 Републичких, а две недеље касније пошла је за њима и армада бургундског војводе. Та је флота имала задатак, да једним делом спречава прелазак турске војске из Мале Азије у Европу, а другим да на Дунаву помаже прелазак савезника на турско подручје. Уз савезничке лађе имала се придружити и грчка флота, а папа Евгеније је звао хришћанске државе Балкана да саставе своју флоту.
Прошлогодишњи рат и ове ,припреме о којима су се шириле сваковрсне вести, беху веома уплашиле султана Мурата II. Он зато реши, да што пре понуди савезницима мир, вољан на велике уступке. За посредника изабра своју мудру жену султанију Мару, кћер деспота Ђурђа Бранковића. Већ у марту ишао је један калуђер преко Дубровника и Сплита носећи Марине поруке оцу. Султан Мурат II је нудио да деспоту Ђурђу поврати целу Србију какву је држао деспот Стефан. Жељан отаџбине, желећи да Србији уштеди нових крвопролића и пустошења, која јој не би донела ништа више од оног што се већ нудило, деспот Ђурђа је брзо пристао на преговоре. Да би за мир придобио и војводу Јаноша Хуњадија, главу ратничке странке, деспот Ђурађ му је уступио неколико својих поседа у Угарској. У Сегедину, 13. јула, заузимањем њих двојице, би склопљен мир на десет година. По том миру деспоту Ђурђу би повраћена Србија са 24 града, међу којима беху Ново Брдо, Голубац и Крушевац. Султан Мурат II је пристао да плати 100.000 флорина одштете и обавезао се уз то, да помаже краља Владислава III са 25.000 војника у борбама против његових непријатеља. Једини уступак учињен султану Мурату II био је тај, да му је Србија и даље плаћала стални годишњи данак.
Нема сумње, да је војвода Јанош Хуњади имао право када је тврдио, да се таквим миром постигло више и много сигурније, него једном неизвесном борбом. Али је несумњиво и то, да је овај мир био потребнији Турцима него Мађарима, и да је пресекао једну велику акцију. Сегедински мир је чисто дело деспота Ђурђа. Он је желео да што пре обнови Србију, сматрајући да је боље примити то што је већ на длану од оног што тек има неизвесно да дође. Он је видео и наличје рада хришћанске лиге и изгубио је многе илузије. Био је и сит вечитог преговарања, богорађења и свих сплетака, које су пратиле све дотадашње преговоре и спремања. Њему је, већ остарелом, било већ доста и крви и рата. А, што је најглавније, можда се није ни надао неком пресудном успеху знајући стање у Угарској, које је било далеко од тог да буде чвршће грађе од оног у Турској, ма какве иначе биле моменталне прилике у Муратовој царевини.
Одмах по склопљеном миру вратио се деспот Ђурађ у Србију. Већ 22. августа ушао је у Смедерево. Потрудио се одмах да поврати и Зету. Млечани нису пристајали да уступе оно што су били присвојили на Приморју. Бранили су се, да су то освојили не од деспота Ђурђа него од војводе Стефана, који је био турски помагач и према том њихов заједнички непријатељ. Војвода Стефан Косача је, међутим, већ у јесен 1444. године, имао састанак с деспотом Ђурђем и измирио се с њим. Окружен са свих страна непријатељима, он је бар с деспотом Ђурђем Бранковићем хтео да обнови добре везе. Учинио је то, сем из старих породичних обзира и личног поштовања, још и стога, што је знао да је деспот Ђурађ , због Сребренице, противник босанског краља. Војвода Стефан Вукчић Косача је почетком 1445. године, вратио деспоту Ђурђу Бранковићу цео део Горње Зете с градовима Медуном, који је још држао у својој власти. Мало потом, на велико изненађење Млечана и Которана, појавила се пред Новим флота арагонског краља, која је дошла на позив Стефанов као важна опомена за Млечане.
Овим миром Турцима је само остала Бугарска, а Влашка је дошла под врховну власт круне Светог Стефана.
Међутим, међу хришћанима избило је велико незадовољство против Сегединског Мира. Сматрало се, да је обустављена једна величанствена акција, која је у машти представљала сјајне успехе за хришћанску ствар. Тврдило се, да се упустио сигуран плен. Кривица се сваљивала на деспота Ђурђа, коме се пребацивало да је био нестрпљив и себичан и који се једини користио победом. Међу незадовољницима главну реч је водио борбени и речити кардинал Цезарини, који је разгласио вест да је султан Мурат II отишао у Малу Азију да ратује против караманског емира Ибрахима. Са страшћу средњевековних хришћанских фанатика он је проповедао да се што пре раскине мир. Дата реч и заклетва једном невернику није требало да вежу правог хришћанина грмео је он, позивајући се на ауторитет цркве. Ратоборне поруке из Италије и активна опозиција Цезаринијевих присталица поколебаше двор да се, 4. августа, одлучи на обнову рата с Турцима. Деспот Ђурађ Бранковић се за то време упутио у Србију и није се залагао упорно, да спречи ту одлуку. На његов глас не би се, уосталом, много ни слушало, јер је опозиција и ударала у главном на његов утицај при мирољубивом решењу. Нашавши се у Србији он се решио на неутралност. С хришћанима није пошао, јер није хтео да погази уговор и јер није желео да и опет Србија постане ратно подручје, а са Турцима није могао.
Истовремено је у Хелеспонт стигла хришћанска флота да спречи повратак султана Мурата II из Мале Азије. Обнову рата подржавао је византијски цар Јован VIII.

### Битка код Варне
Хришћанска војска стигла је 20. септембра 1444. године у Оршаву и ту почела прелазити Дунав. Кроз Србију се није ишло. Једно због држања деспота Ђурђа, а друго што се чинило, да је преко Бугарске непосреднији пут за Цариград. Хришћанска војска, већином коњица, бројала је 16.000 људи, којој се код Никопоља придружило 4.000 Влаха, под вођством влашког војводе Мирче I. Хришћанска војска је на овом путу освојила Видин (септембар), Сузмен (октобар) и Порвадију (6. новембар). Хришћанима се овде није придружио деспот Ђурађ Бранковић, а није ни Скендер-бегу дозволио пролаз, кроз Србију. За то време краљу Владиславу III Јагелону стигоше вести да је султан Мурат II разбио хришћанску флоту. Код Варне је дошло до одлучне битке 10. новембра. Са бројном надмоћношћу Турци (у бици учествовало 100.000 Турака) су страховито поразили хришћане и краљ Владислав IIIје на крају битке погинуо тако што су га тешко рањеног Турци оборили са коња и убили, а његов убица је био награђен. Поред краља Владислава III Јагелона погибоше и многи угледни угарски великаши, међу којима и Кардинал Цезарини, као и 2 бискупа. Спасао се војвода Јанош Хуњади са малим бројем војника. Овом битком султан Мурат II је утврдио Турску власт на неколико векова.

### Последице
Јадни византијски цар Јован VIII морао је сачекати победника са честиткама и почасним даровима. Његов брат деспот Константин је, међутим, наставио своје освајачке походе у Грчкој. Он је поново освануо у Беотији и проширио своју власт на Фокеју и осталу Грчку све до Пинда. Чинило се да у последњем тренутку на древном хеленском тлу израста нова Грчка као наследница Византије, али је смелог деспота Константина Палеолога Драгаша убрзо је стигла освета победника из Варне. Султан Мурат II је 1446. године с великом војском упао у Грчку и убрзо покорио земље средње Грчке. Византијски му се деспот Константин Палеолог успео супротставити тек на Хексамилионском зиду, али турска топовска ватра разорила је и ту препреку: 10. децембра 1446. године. Хексамилион је освојен, а битка је одлучена. Турци су у овом походу опустошили византијске градове и села и одвели са собом 60 000 заробљеника. Деспоту Константину Драгашу је ипак загарантован мир у замену за обавезе плаћања данка, будући да је султан Мурат II морао ратовати против Скендер-бега и војводе Јаноша Хуњадија.
Понесен победом султан Мурат II је љуто казнио све оне, који му се беху замерили. Уплашене јадранске републике, Венеција и Дубровник, похиташе да оправдају своје учешће бацајући сву кривицу на папску курију. Деспот Ђурађ остао је поштеђен. Шта више, имао је и извесног утицаја на Порти. Дубровчани, на пример, захваљују само њему што је султан Мурат II 1447. године, склопио с њима мир.
На вести о хришћанској катастрофи под Варном био се нарочито уплашио краљ Стефан Томаш Котроманић. Он се одједном видео осамљен, замеривши се не само Турцима, него и деспоту Ђурђу Бранковићу и војводи Стефану Вукчићу Косачи. Једини ослонац чинило му се да може наћи код Млечана. Он је због тога и покушао ступити с њима у ближе везе. Нудио им је, поред продужења савеза против војводе Стефана Косаче, неке градове око Пољица, а тражио је, у исто време, и коначишта код њих у случају невоље. Млечани су му обећали само ово азил, а остало су све љубазно одбили плашећи се ма каквих уговорних обавеза, које би их могле довести у нове сукобе. Краљ Стефан Томаш се обраћао и папи Евгенију, иако му овај није могао пружити стварне помоћи. На папској курији радо су прихватали сваку "заблуделу овцу", која се враћала у крило римске цркве, а нарочито људе на тако високим положајима, као што је био краљ Томаш Котроманић. Њега су желели задржати посебно још и стога, да се један балкански владар нађе опредељен више за ствар хришћанске лиге. Да појача краљев углед папа Евгеније је 29. маја 1445. године, накнадно легитимисао други брак његовог оца. Тако краљ Томаш није више могао бити означаван као "незаконити" син. Другим актом папа Евгеније је развео краљев брак са женом која није била племићког порекла. Тим је краљ Стефан Томаш Котроманић мислио поправити свој лични углед код племства; у народу, међутим, само га је погоршао. И стицање легитимитета и овај неоправдани раскид са првом женом још више су отуђили народ од двора, који ни иначе није био много популаран, и тумачени су само на краљеву штету.
На источној страни краљ је с војводом Иванишем Павловићем био продро дубоко у области војводе Стефана. У лето 1445. године, очекивало се у Дубровнику, да ће њихове војске преко Јасена избити све до Требиња. Под њиховим притиском војвода Стефан Вукчић је 23. августа склопио мир с Млечанима одрекавши се и Омиша и Бара. Добио је натраг само своје приватне поседе у Млецима, Задру и Котору и исплату которских доходака. После дужих преговора измирио се војвода Стефан Вукчић Косача у мају 1446. године и са босанским краљем Стефаном Томашем. Краља Томаша Котроманића су забрињавали турски успеси и несређено стање у Угарској, а у великој мери плашио се и због поузданих вести, да савезник и заштитник Стефанов, краљ Алфонсо Арагонски, по традицији напуљске куће, поставља своју кандидатуру на упражњени угарски престо и да мисли са Стефановог подручја, са Неретве и преко Босне, успоставити везе са Угарском. У Милодражу, 19. маја, дошло је до састанка између краља Томаша и војводе Стефана Косаче. Да измирење буде што чвршће краљ Стефан Томаш Котроманић се оженио Стефановом ћерком војвоткињом Катарином Косача. Овим савезом добили су несумњиво обојица. Краљ Стефан Томаш је добио као сродника најмоћнију личност тадашње босанске државе, а војвода Стефан Вукчић је овим потезом повратио сав свој изгубљени престиж због последњих неуспеха. Њих двојица, здружени, били би стварни и моћни господари босанске државе.
Били би заиста, али нису били. Измирење између краља Томаша Котроманића и војводе Стефана покварило је односе између војводе Стефана Вукчића Косаче и деспота Ђурђа Бранковића. Деспот Ђурађ није прежалио Сребреницу и за време борби између краља Томаша и хумског војводе Стефана Косаче он је поново повратио. Босанци су је затим преотели. Тај богати град остао је стално као јабука раздора између Босне и Србије и сав је обливен братском крвљу. Деспот Ђурађ Бранковић није крио своје непријатељство према краљу Стефану Томашу Котроманићу. Кад је почетком марта 1448. године, продрла једна повећа турска војска у Босну и Херцеговину све до Неретве, корчулански кнез Петар Соранца јављао је у Млетке, да он мисли како је тај напад дошао по жељи деспота Ђурђа, "пошто су се недавно поменути (деспот Ђурађ Бранковић и војвода Стефан Вукчић) у велико разишли". Турска војска, која је упала у Босну, разделила се у две групе. Једна је остала да ратује по Босни, а друга је кренула против Хрватске. Турско ратовање у Босни трајало је више од шест недеља. Бојећи се да се Турци не обрну и против њега војвода Стефан је напустио свог зета краља Стефана Томаша и пришао деспоту Ђурђу. У јуну је између њих склопљен и писмени споразум. Односио се, по свој прилици, не само на Босну, него и на Зету, у којој се деспот Ђурађ Бранковић, сад помаган од Скендер-бега, још увек носио с Турцима. Удружена деспотова и војводина војска потукла је краља Томаша Котроманића 16. септембра код Сребренице.
Војвода Стефан Вукчић Косача сматрао је, да се после те победе његов положај видно изменио на боље и на више. После те победе он се осетио као моћнији и хтео је да то и обележи. Вративши се с тог бојног похода он се прогласио херцегом од Светог Саве. Назив херцега, који је некад носио моћни Хрвоје Вукчић Хрватинић, чинио му се однекуд већи од чина великог војводе, ваљда зато што је био необичнији. Титулом "херцега од Светог Саве" војвода Стефан Косача је хтео да свој нови чин веже за једно веома популарно име народног култа. Гроб Светог Саве I са Милешевом налазио се, заиста, у његовој области и био је изузетно поштован; ту се, крунисао и Стефан Твртко I Котроманић за краља Босне и Србије. Ова титула имала је да створи известан морални престиж њеном носиоцу. Херцег Стефан Вукчић је, уз то, хтео да се њом истакне као нека врста владара и нарочито као самосталнија суверена личност. Ту титулу херцег  Стефан је узео негде око 10. октобра 1448. године. Нарочит његов посланик беше опремљен у Дубровник, да то јави кнезу и влади. Дубровачка господа решила су 17. октобра, да честитају војводи нови чин.

## Косовски крсташки рат

### Рат
Почетком септембра 1448. године, прешао је војвода Јанош Хуњади, у нов крсташки рат против Турака, с војском од 70.000 људи у Србију и позивао деспота Ђурђа Бранковића да му се придружи. Деспот Ђурађ му је, преко свог "ризничког челника", т. ј. министра финансија, Дубровчанина Паскоја Соркочевића, објашњавао своје уздржавање. Хуњадијева војска била је, заиста, велика и снажна, с већим делом коњице, али је деспот Ђурађ Бранковић ипак сумњао, јер је и турска снага била импозантна. Сем тога, он се од целог тог похода није надао некој већој непосредној користи за Србију. Ослобођење од турског притиска водило би га у све већу зависност од Мађара, који су, исто тако, били непоуздани пријатељи. Држање краља Томаша не би могло бити онако према деспоту Ђурђу и Србији, да су Мађари хтели показати како не желе сукоба и слабљења својих пријатеља на изложеним местима. Од похода на Варну односи између деспота Ђурђа Бранковића и Мађара били су уопште осетно охладнели. Деспот Ђурађ је овог пута отишао чак тако далеко, да је преко Соркочевића обавестио султана Мурата II и о преласку угарске војске и о њеној снази. Султан Мурат II, који се у то време налазио под Кројом у Албанији, напустио је одмах опсаду тог града и пошао у сусрет Мађарима.
Љут што није придобио деспота за савез војвода Јанош Хуњади је пустио својој војсци, да се понаша у Србији као у непријатељској земљи. Огромна војска, са 2.000 кола, имала је великих потреба и њен пролазак, да су односи били и срдачнији, не би био изведен без сукоба и терета за становништво. Угарска војска је прошла кроз Крушевац, одатле кроз Јанкову Клисуру (која отад и носи то име) и Топлицу на Косово. Кад је 17. октобра војвода Јанош Хуњади избио на Косово затекао је већ турску војску, још већу и боље опремљену, под заповедништвом самог султана Мурата II. Турци су једним делом заобишли хришћане и ударили им с леђа. У најодлучнији час битке прешао је влашки војвода Дан са 8.000 својих Влаха из угарске у турску војску. Та издаја пренела се, после, у народном предању, на прву косовску битку између Срба и Турака. У страховитој борби, која је трајала три дана, Мађари су били потпуно потучени. Изгубили су 17.000 војника. Међу погинулима налазио се и Хуњадијев сестрић, Јањош Секељ, у српским народним песмама познат као Бановић Секула, хрватско-далматински бан Фрањо Таловац, и многи други. Помен о тој погибији сачувале су многе народне песме, а нарочито далматинске бугарштице, а у српском народу се и до данас одржала узречица:
Страдао као Јанко на Косову.

### Последице
Разбијена угарска војска расула се на разне стране. Неки доспеше у Зету, а неки чак до Дубровника. Главни део бежао је преко Србије. Деспот Ђурађ Бранковић је издао наредбу, да се прости бегунци пропусте, а да се на сваки начин ухвати главни вођа, војвода Јанош Хуњади, кога је сматрао одговорним за све штете. Кад је војвода Јанош Хуњади заиста био ухваћен спроведен је у затвор, у Смедерево. Данас није лако утврдити шта је искусног деспота Ђурђа могло определити на тај неполитички корак. Ма колико да су биле велике штете које су Мађари нанели Србима још су могле доћи веће, ако се почну светити и ако пређу у отворене српске непријатеље. Овакав корак није одговарао ни дотадашњој политици деспота Ђурђа Бранковића, који се трудио да се не замери ни једној ни другој страни, ни Турцима ни Мађарима. Овим поступком деспот Ђурађ се, ипак, није додворио Турцима, јер им није издао војводу Јаноша Хуњадија и јер је наставио погађања с Мађарима; а код Мађара је, као и код многих западних држава, изазвао оштру осуду. У далматинској епици остало је о том неколико трагова. Једна бугарштица назива чак деспота Ђурђа Бранковића "невјером" и даје у уста Хуњадијеве жене овакав прекор на његов рачун:
Он је мени Угрин Јанка у тамницу поставио,
Који га је у потреби доста пута помиловао,
А он њега помилова тамницом од Смедерева.
Има поузданих података, да је то већ остарели деспот Ђурађ учинио под туђом сугестијом. Као виновници помињу се Соркочевић и његов земљак Дамјан Ђорђић. Сам војвода Јанош Хуњади жалио се Дубровачкој републици, "да су та двојица подјаривали зле намере између њега и деспота, из чега су произашле најгоре последице и у самој бици косовској и у Хуњадијеву заробљењу".
На вест о заробљавању војводе Јаноша Хуњадија састаше се одмах, крајем новембра, угарски сталежи у Петроварадину, да већају како да ослободе војводу Јаноша Хуњадија. Двојица њихових изасланика, после дужих преговора, склопише у Смедереву уговор са овим главним тачкама:
- да се забораве сва стара непријатељства,
- да се Угарска обавеже помагати Србију против непријатеља,
- да у будуће угарска војска неће пролазити Србијом сем по позиву, односно Србима у помоћ,
- за учињене штете војвода Јанош Хуњади ће платити 100.000 дуката,
- да се деспоту Ђурђу Бранковићу врате сви његови поседи у Угарској сем оних, које ће као мираз добити деспотова унука Јелисавета, ћерка јединица грофа Урлиха II Цељског, која ће се удати за једног Хуњадијевог сина. Тај будући зет остао би као талац код деспота Ђурђа све док његов отац војвода Јаношне изврши примљене обавезе.

После тог уговора пуштен је војвода Јанош Хуњади на слободу и на сам Бадњи Дан стигао је у Сегедин, где су били на окупу забринути угарски великаши.
Дубровачкој републици, као угарском вазалу, било је веома непријатено држање Соркочевићево. Република светог Влаха је, стога, да умири Мађаре, издала наредбу којом забрањује свима својим грађанима, да од 1450. године, за три године унапред, ниједан од њих не сме ићи у мисијама туђих владара, нити се придружити ма којој војсци изван деспотовине. Та мера је била рђаво примљена у Смедереву и деспот Ђурађ Бранковић је, као одговор на њу, повисио царине дубровачким трговцима по својим рударским местима и опозвао многе своје повластице дубровачкој трговини. Соркочевића је задржао и даље и употребљавао га за поверљиве дипломатске мисије. Да покаже колико је полагао на њега дао је чак у зидине Смедерева урезати његов грб.
У Угарској се беше, међутим, створила доста јака опозиција против војводе Јаноша Хуњадија, која је налазила да је он главни кривац за оба тешка пораза Мађара, и код Варне и на Косову, и да се њему не може даље поверавати судбина и част угарске војске. Да би могао смирити незадовољство у Угарској и повратити посрнули углед требало је војводи Јаношу Хуњадију да се осигура од турских напада. Стога посла посебно посланство деспоту Ђурђу, са предлогом да деспот Ђурађ Бранковић посредује код султана Мурата II. Деспотов план био је, да се склопи мир на мало дужи рок, бар на седам година; да за то време Србија и Влашка плаћају султану Мурату II половину данка, а Босна цео; и да се дозволи становништву тих Турцима вазалних земаља да одржавају с Мађарима привредне везе. Сем тога деспот Ђурађ је желео, да тај мир обухвати и Византију. Ако се не би договорили да само Босна плаћа цео данак, деспот Ђурађ је пристајао унапред да у тој тачки попусти, да цео данак плаћају све три поменуте државе. Угарски сабор одбио је у лето 1449. године, тај план, налазећи да унизује углед њихове државе. Деспот Ђурађ Бранковић није улазио у даља објашњавања, знајући да Турци, после победе, неће бити много попустљиви, а врло вероватно се бојао, да и не изазове њихово подозрење против себе. Тим се деспот Ђурађ поново замерио Мађарима, који су у својој узбуђености после тако крупних недаћа били нарочито осетљиви.
У односу према Византији, с којом је имао и породичних и привредних веза, деспот Ђурађ Бранковић се трудио да буде не само исправан него и прави пријатељ. Цариградски бедеми носе на два места јасне помене о том, да је деспот Ђурађ својим средствима помагао обнављање цариградског зида, да би га оспособио за одбрану. Радио је то управо у оно време, кад је одбијао да учествује у угарском походу, 1447/8. године. Стојан Новаковић је дао тачно објашњење за ту политику.
Не могавши наћи коначно спасење српске државе у савезима преко Дунава, који су у самом зачетку гризле свакојаке политичке болести, седи се деспот бацио на последњи бедем источног хришћанства. И он је помагао да се тај бедем утврђује без сумње не што је мислио да се може одбранити, него што је видео да је ту био почетак и да ће ту бити свршетак велике балканске драме.
На византијски престо дошао је почетком 1449. године, цар Константин XI Драгаш, син српске племкиње и са јасним српским обележјем у имену, али као штићеник султана Мурата II.
Да би оправдао свој пораз војвода Јанош је један део кривице пребацивао на деспота Ђурђа Бранковића. Он је на деспота Ђурђа био киван и због оног заточеништва; и што му још ни крајем 1449. године, није ослободио сина из заточеништва; и ради неуспелих преговора за мир; и ради примљених финансијских обавеза. Желео је због тога, да уговор с њим раскине и да добије разрешење због положене заклетве. Угарски сабор налазио је, с њим заједно, да је смедеревски споразум "изнуђен". Такво мишљење казао је јавно и папа Никола V у својој були од 12. априла 1450. године, којом је ослободио војводу Јаноша Хуњадија од заклетве. Чим је на тај начин добио слободне руке војвода Јанош Хуњади је освојио поседе деспота Ђурђа Бранковића по Угарској, а његове је чиновнике растерао.
Против деспота Ђурђа радио је и у угарским круговима и на папској курији и босански краљ Томаш, у нади да би га могао потиснути с подручја Босне. Он је отворено устао против деспотових планова за мир с Турцима налазећи да су уперени против Босне. Израдио је код Мађара, да један посебан суд испита спор између њега и деспота Ђурђа Бранковића, тражећи да му деспот Ђурађ врати што је узео. У Добоју, 11. новембра 1449. године, склопио је, с тим у вези, посебан уговор с мачванским баном Јаношем од Корога, којим се обавезивао на заједничку дефанзивну борбу против Турака и на оданост војводе Јаноша Хуњадију и Мађарима. У Дубровнику се стога очекивао рат у Босни у најскорије време. Мислило се, да ће га почети херцег Стефан било непосредно против краља Томаша Котроманића, као турски присталица, или посредно против његових људи у Хуму. И Папа Никола V упутио је 26. јануара 1450. године, писмо оданим великашима, да прискоче у помоћ, ако их позове његов легат у Босни, бискуп Тома. Атмосфера рата већ је постојала. У лето 1449. године, беше отпочео рат између Млетачке републике и напуљског краља Алфонса V. Херцег Стефан Косача је, као савезник напуљски, ушао у борбу, коју би, вероватно, некако избегао, да су му Млечани хтели повратити нешто од раније присвојеног земљишта, што је он од њих тражио.
У марту 1450. године, покушали су пријатељи да посредују између деспота Ђурђа и босанског краља Стефана Томаша. Сам папа Никола V је овластио острогонског надбискупа да делује у том правцу. Али без правог успеха. Непријатељства су трајала и даље, само нису узимала оштрији облик.

## Напад на Албанију
Године 1450. османска војска коју је предводио султан Мурат II напала је Албанију и сукобила се с војском коју је водио Скендербег. Млечани, Дубровчани и други хришћани с мора и приморја помагали су Скендербегу, па се он одржао али с много жртава. Напад на Албанију је допринео склапању примирја између краља Алфонса V и Млетака у лето 1450. године.

## Азијска политика и унутрашњи развој
У првим годинама Муратове владavine избија устанак шеика Џунејда, који се шири на целу Анадолију, где се обновио Карамански емират. За време султана Мурата II, шири се османски утицај у Анадолији. Године 1443. султан Мурат II је био поражен од стране Караманског емира Ибрахима и једва се жив извукао. Потом је морао склапати неповољне мировне споразуме у Европи да би се изборио са непријатељима у Азији, па чак је и абдицирао у корист свог сина Мехмеда, 1444. године, и отишао у Магнесију да би могао да се обрачуна са Караманима и имао је успеха.
После овога се у Европу враћа нешто снага, које је Мурат II повео са собом у Азију, да би зауставио даље продоре Карамана, после оног кобног пораза 1443. године.
Муратова владавина сматра се пресудном за будућност Османске државе.
Султан Мурат II је био мецена уметности, па је за време његове владавина Османско царство било центар Културе.

## Смрт
Дана 4. фебруара 1451. године умро је султан Мурат II, а на престо је дошао његов син даровити, борбени и веома предузимљиви султан Мехмед II, који ће из основа изменити карту Балкана.

## Породица
Супруге
- Умигулсум-хатун (умрла 14. фебруара 1486); мајка принца Аладина и султанија Хунди и Хатиџе. Бавила се образовањем принца Мехмеда пре него што је пошао у санџак. Била је прилично богата и изградила је неколико џамија.
- Хума-хатун; мајка султана Мехмеда и султанија Хафсе и Фатме. Постоји неколико теорија о њеном пореклу, према различитим извештајима, била је италијанског и/или јеврејског,[10] словенског, највероватније српског[11][12][13] или грчког порекла.[14]
- Халиме-хатун (умрла 1501);
- Хатиџе-хатун (умрла након 1500); братаница Халиме-хатун, мајка принца Ахмеда. Речено је да ју је када је ступио на престо, султан Мехмед II позвао у своје одаје да јој каже да ће је преудати када је његов отац већ мртав. За то време је послао џелате да удаве принца Ахмеда. Ћерка Таџедин Ибрахим II Бега, сина Исфендијар Бега (брата Хатиџе Халиме Хатун) и његове прве жене.[15] Удала се за султана Мурата II након теткине смрти. Након смрти султана Мурата II њен син је погубљен по наређењу султана Мехмеда II. Султан Мехмед II ју је потом приморао да се уда за Исак-пашу, са којим је имала још осморо деце.
- Мара Бранковић, (око 1420 – 14. септембар 1487), кћи деспота српског Ђурђа Бранковића и деспине Ирине Кантакузин. Удала се за султана Мурата II у септембру 1435. године и била му је законита жена. Никада није прешла на ислам и остала је хришћанка. У Европи је постала позната као Султанина или Султанија Марија. Сматрана "усвојитељицом" султана Мехмеда II, који ју је веома ценио и називао је "мајком" у званичним документима.
- Такуниса Хатиџе Халиме Хатун (око  1410 – око 1440), ћерка Исфендијар-бега, владара беглука из Чандара. Такође познат као Алиме Хатун или Султан Хатун. Удала се за султана Мурата II 1425. године.
- Јени Хатун, ћерка Шаџелдија Пашахзаде Мустафа бега од Кутлушаха од Амасије.

Мушка деца
Султан Мурат II је био султан који је својим синовима и њиховим мушким потомцима доделио титулу Шехзаде, што значи "потомак Шаха", замењујући једноставну почасну титулу Челебија. Титула Шехзаде је остала у употреби до укидања Османског царства.
Султан Мурат II је имао најмање осам синова:
- Шехзаде Ахмед (1419 — мај 1437): санџакбег Амасије од 1434. године. Познат и као Büyük Ahmed (Ахмед старији). Сахрањен са оцем.
- Принц Мехмед II, (1432–1481) – син султаније Хума Хатун. Мехмед је наследио свог оца на трону султана Османског царства и касније је  постао познат под епитетом Фатих („Освајач“) након успешног освајања Константинопоља 1453. године.
- Шехзаде Алаедин (1425 — јун 1443): син султаније Умигулсум-хатун. Омиљени син свог оца. Убијен са cвоја два сина од стране његовог саветника Кара Хизир-паше, који је уверио султана Мурата II да је принц пао са коња на главу и погинуо несрећним случајем. Био је гувернер Манисе и Амасије. Године 1443. учествовао је у походу на Караман и умро на повратку од пада са коња. Сахрањен са оцем у комплексу Мурадије у Бурси. Имао је познату супругу Јени Хатун и два сина: Шехзаде Гијашудина (1441–1445) и Шехзаде Таџедина (1442–1443).
- Шехзаде Исфендијар (1425–1425) – син султаније Халиме Хатун.
- Шехзаде Хусеин (? – 1439). Умро млад.
- Шехзаде Орхан (умро 09. 02. 1451.) Умро млад.
- Шехзаде Хасан (умро 1444). Умро млад
- Шехзаде Ахмед (1450 — 1451). Син султаније Хатиџе Хатун. Такође познат као Küçük Ahmed  (Ахмед млађи). Убијен по наређењу султана Мехмеда II док је његова мајка, честитала султану Мехмеду II ступање на престо. Султан Мехмед II је накнадно легализовао овај чин проглашењем „Закона о братоубиству“.

Женска деца
Султан Мурат II је имао најмање шест ћерки:
- Хатиџе-султанија (1425. – после 1470.) – ћерка султаније Хума Хатун.[16] Удала се за Чандароглу Исмаил Кемаледин Бега и имала три сина: Хасан Бега (који је оженио своју рођаку Камерхан Хатун, кћер султана Мехмеда II, и имао кћер Ханзаде Хатун), Јахја Бега и Махмуд Бега. Њени потомци су још били живи за време владавине султана Абдулмеџида I у XIX веку. У августу 1470. године, поново се удала за Иса бега. Када је умрла, сахрањена је са оцем.
- Фатма-султанија (1430 – после 1464) – ћерка султаније Хума Хатун.[16] Удала се за Заган пашу и имала два сина: Хамзу бега и Ахмеда Челебија, који ће постати важан саветник његовог рођака султана Бајазита II. Након развода 1462. године, удала се за Махмуда Челебија.
- Селџук-султанија (1430 — 1480); удата прво 1445. године за Гувеји Караџа-пашу (умро 1456), а након његове смрти је преудата за судију и познатог научника свог времена, Јусуф Синан-пашу (умро 1486). Сахрањена је поред свог брата Аладина.
- Хунди-султанија (1431 — ?); ћерка султаније Умигулсум-хатун.[17] Такође познат као Ерхунди Хатун.  Удата прво за Мирахур Илијас-бега, а након његове смрти за Јакуб-бега, краљевског учитеља Шехзаде Џема, сина султана Мехмеда II.
- Хафса-султанија (1426 — ?); ћерка султаније Халиме-хатун. Удала се за свог рођака Караманоглу Каиа Бега, сина своје тетке Илалди Султан Хатун, кћерке султана Мехмеда I, и њеног мужа бега Ибрахима II од Карамана. Имали су сина Караманоглу Касим Бега.
- Шехзаде Селџук Хатун (1430 – 21. октобар 1480). Била је два пута удата, прво за Гувеиј Караџа Пашу (умро 1456. године), а затим за Јусуф Синанедин Пашу (умро 1486. године). Сахрањена је са својим оцем, поред Шехзаде Алаедина Алија.
- Илалди Хатун. Удала се за Касим Бега Исфендијарогуларија од Синопе.

## Породично стабло
|  |                |  |  |  |  |  |  |  |  |  |  |  |  |  |  |  |
|  | 2. Мехмед I    |  |  |  |  |  |  |  |  |  |  |  |  |  |  |  |
|  |                |  |  |  |  |  |  |  |  |  |  |  |  |  |  |  |
|  |                |  |  |  |  |  |  |  |  |  |  |  |  |  |  |  |
|  | 1. Мурат II    |  |  |  |  |  |  |  |  |  |  |  |  |  |  |  |
|  |                |  |  |  |  |  |  |  |  |  |  |  |  |  |  |  |
|  |                |  |  |  |  |  |  |  |  |  |  |  |  |  |  |  |
|  | 3. Емине Хатун |  |  |  |  |  |  |  |  |  |  |  |  |  |  |  |
|  |                |  |  |  |  |  |  |  |  |  |  |  |  |  |  |  |
|  |                |  |  |  |  |  |  |  |  |  |  |  |  |  |  |  |